# Lista siturilor Natura 2000 din România

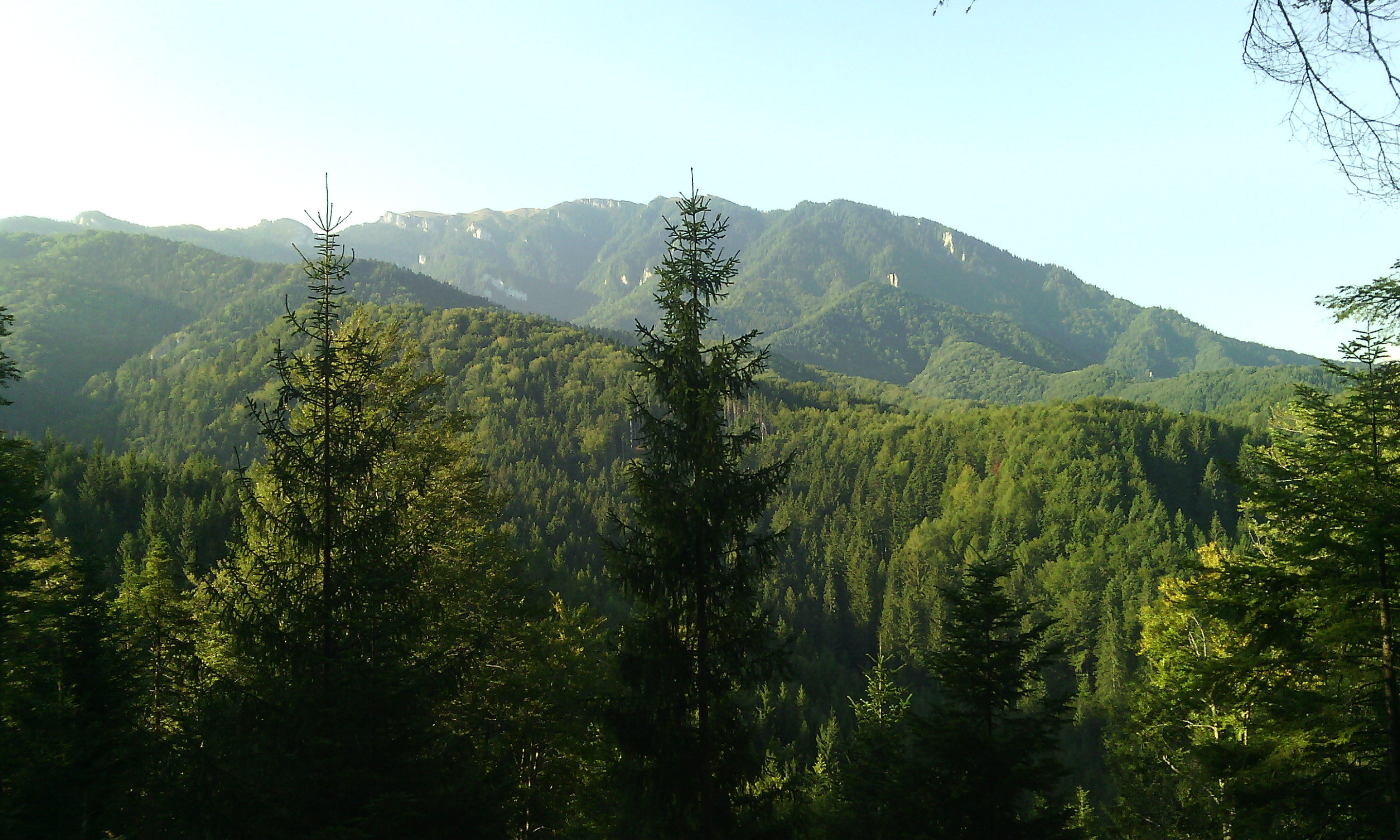
Imagine din Piatra Mare, sit Natura 2000 în bioregiune alpină

Lista siturilor Natura 2000 din România cuprinde ariile de protecție specială avifaunistică (SPA) și siturile de importanță comunitară (SCI) ce aparțin rețelei ecologice Natura 2000 în România, încadrate în cele cinci ecoregiuni (bioregiuni) existente pe teritoriul țării: alpină, continentală, panonică, pontică și stepică.

## Situri Natura 2000
Situri de Importanță Comunitară (SCI) constituite conform Directivei Habitate a Uniunii Europene (Directiva 92/43 din 1992 privind conservarea habitatelor naturale și a faunei și florei sălbatice) și completată prin Ordinul Ministrului Mediului și Dezvoltării Durabile nr. 1.964/2007, prin Ordinul nr. 2.387 din 29 septembrie 2011 (pentru modificarea Ordinului ministrului mediului și dezvoltării durabile nr. 1.964/2007 privind instituirea regimului de arie naturală protejată a siturilor de importanță comunitară, ca parte integrantă a rețelei ecologice europene Natura 2000 în România) și prin Ordinul Ministerului Mediului și Dezvoltării Durabile nr. 46 din 2016
     Arii de Protecție Specială Avifaunistică (SPA) – constituite conform Directivei Păsări a Uniunii Europene (Directiva 79/409 din 1979 referitoare la protejarea și conservarea păsărilor sălbatice) prin Hotărârea de Guvern nr. 1284 din 2007 (privind declararea ariilor de protecție specială avifaunistică, ca parte integrantă a rețelei ecologice europene Natura 2000 în Romania) și completată prin Hotărârea de Guvern nr. 971 din 2011 (privind modificarea și comletarea HG 1284/2007, privind declararea ariilor de protecție specială avifaunistică, ca parte integrantă a rețelei ecologice europene Natura 2000 în Romania)
| Numele sitului                                           | Localizare (județ)                 | Suprafață (ha) | Cod SCI / SPA | Arii protejate suprapuse sitului | Imagini                                                   |
| -------------------------------------------------------- | ---------------------------------- | -------------- | ------------- | --- | --------------------------------------------------------- |
| Acumulările Belcești                                     | Iași                               | 2.099          | ROSPA0109     | | Râul Bahlui                                               |
| Acumulările Rogojești - Bucecea                          | Botoșani Suceava                   | 2.103,5        | ROSPA0110     | | Situl la Zvoriștea                                        |
| Acumulările Sârca - Podu Iloaiei                         | Iași                               | 1.928,8        | ROSPA0150     | | Situl la Podu Iloaiei                                     |
| Agârbiciu                                                | Cluj                               | 240,8          | ROSCI0274     | | Imagine din sit                                           |
| Aliman - Adamclisi                                       | Constanța                          | 19.468         | ROSPA0001     | | Adamclisi                                                 |
| Allah Bair - Capidava                                    | Constanța Ialomița                 | 11.715,7       | ROSPA0002     | Dealul Alah Bair | Situl la Capidava                                         |
| Albești                                                  | Botoșani                           | 148,7          | ROSCI0276     | |                                                           |
| Aninișurile de pe Tărlung                                | Brașov                             | 163,1          | ROSCI00001    | | Tărlung                                                   |
| Apuseni                                                  | Alba Bihor Cluj                    | 75.876,5       | ROSCI0002     | Parcul Natural Apuseni, Avenul din Hoanca Urzicarului, Izbucul de la Cotețul Dobreștilor, Izbucul Mătișești, Izbucul Tăuzului, Peștera Coiba Mare, Peștera Ghețarul de la Vârtop, Peștera Scărișoara, Peștera Vârfurașu, Izbucul Tăuzului, Avenul Borțigului, Complexul Carstic din Valea Ponorului, Fâneața Izvoarelor Crișul Pietros, Groapa de la Bârsa, Valea Galbenei, Peștera Cetatea Rădesei, Pietrele Boghii, , Poiana Florilor, Platoul Carstic Padiș, Valea Sighiștelului, Valea Galbenei, Platoul Carstic Lumea Pierdută, Peștera Ghețarul de la Focul Viu, Peștera lui Micula, Peștera Ciur Izbuc, Peștera Smeilor de la Onceasa, Săritoarea Bohodeiului, Vârful Biserica Moțului, Molhașul Mare de la Izbuc               | Munții Apuseni, Pietrele Albe                             |
| Arboretele de castan comestibil de la Baia Mare          | Maramureș                          | 2.092,6        | ROSCI00003    | Arboretul de castan comestibil de la Baia Mare |                                                           |
| Arpașu de Sus                                            | Sibiu                              | 268,2          | ROSCI0282     | | Imagine din sit                                           |
| Avrig - Scorei - Făgăraș                                 | Brașov Sibiu                       | 2.943,7        | ROSPA0003     | | Oltul la Porumbacu de Jos                                 |
| Balta Albă - Amara - Jirlău - Lacul Sărat Câineni        | Brăila Buzău                       | 6.397,6        | ROSCI0005     | Balta Albă, Balta Amară, Rezervația naturală lacul Jirlău |                                                           |
| Balta Albă - Amara - Jirlău                              | Brăila Buzău                       | 4.744,4        | ROSPA0004     | Balta Amară, Rezervația naturală lacul Jirlău |                                                           |
| Balta Mică a Brăilei                                     | Brăila Constanța Ialomița          | 25.856         | ROSPA0005     | Parcul Natural Balta Mică a Brăilei | Situl la Brăila                                           |
| Balta Mică a Brăilei                                     | Brăila Constanța Ialomița          | 20.665,5       | ROSCI0006     | Parcul Natural Balta Mică a Brăilei | Dunărea la Brăila                                         |
| Balta Tătaru                                             | Brăila Ialomița                    | 9.981          | ROSPA0006     | |                                                           |
| Balta Vederoasa                                          | Constanța                          | 2.144          | ROSPA0007     | Locul fosilifer Aliman |                                                           |
| Bazinul Ciucului de Jos                                  | Harghita                           | 2.758,8        | ROSCI0007     | Mlaștina Valea de Mijloc, Mlaștina Beneș, Mlaștina Borsároș - Sâncrăieni, Mlaștina Nádaș, Mlaștina Csemő - Vrabia |                                                           |
| Bârsău - Șomcuta                                         | Maramureș Satu Mare                | 4,751          | ROSCI0275     | Pădurea Bavna | Situl la Stejera                                          |
| Bazinul Fizeșului                                        | Cluj                               | 1.649,5        | ROSPA0104     | Lacul Știucilor, Stufărișurile de la Sic, Valea Legiilor | Stufărișurile de la Sic                                   |
| Băgău                                                    | Alba                               | 3,168          | ROSCI0004     | Tăul fără fund de la Băgău |                                                           |
| Băneasa - Canaraua Fetei                                 | Constanța                          | 9.096          | ROSPA0008     | Pădurea Canaraua Fetii |                                                           |
| Băilești                                                 | Dolj                               | 96,3           | ROSCI0288     | |                                                           |
| Becicherecu Mic                                          | Timiș                              | 2.087,2        | ROSCI0277     | |                                                           |
| Betfia (sit SCI)                                         | Bihor                              | 1.759,1        | ROSCI0008     | Locul fosilifer de pe Dealul Șomleu | Situl la Feghiu                                           |
| Berteștii de Sus - Gura Ialomiței                        | Brăila Ialomița                    | 6.864,6        | ROSPA0111     | | Situl la Bereștii de Jos                                  |
| Beștepe - Mahmudia                                       | Tulcea                             | 3.663          | ROSPA0009     | Delta Dunării | Delta Dunării                                             |
| Bisoca                                                   | Buzău                              | 1.215,6        | ROSCI0009     | Pădurea Lacurile Bisoca | Situl la Mânzălești                                       |
| Bistreț                                                  | Dolj                               | 1.916          | ROSPA0010     | |                                                           |
| Bistrița Aurie                                           | Suceava                            | 346,9          | ROSCI0010     | | Râul Bistrița Aurie                                       |
| Blahnița                                                 | Mehedinți                          | 43.711         | ROSPA0011     | Pădurea Bunget, Pădurea Stârmina |                                                           |
| Bogata                                                   | Alba Cluj                          | 3.662,8        | ROSCI0301     | | Situl la Cigudu de Jos                                    |
| Bordușani - Borcea                                       | Ialomița                           | 5.847,5        | ROSCI0278     | |                                                           |
| Bozânta                                                  | Maramureș                          | 70,4           | ROSCI0302     | | Situl în Tăuți-Măgheruș, la Merișor                       |
| Borzont                                                  | Harghita                           | 271,9          | ROSCI0279     | Piemontul Nyíres de la Borzont |                                                           |
| Braniștea Catârilor                                      | Olt                                | 311,1          | ROSCI0011     | Pădurea Braniștea Catârilor |                                                           |
| Brațul Borcea                                            | Călărași Ialomița                  | 13.097         | ROSPA0012     | | Brațul Borcea la Călărași                                 |
| Brațul Măcin                                             | Brăila Constanța Tulcea            | 10.433,2       | ROSCI0012     | Parcul Natural Balta Mică a Brăilei | Situl la Hârșova                                          |
| Bucșani                                                  | Dâmbovița                          | 510,5          | ROSCI0014     | |                                                           |
| Bucegi                                                   | Dâmbovița Brașov Prahova           | 38.683,6       | ROSCI0013     | Parcul Natural Bucegi, Bucegi (Abruptul Bucșoiu, Mălăești, Gaura), Locul fosilifer de la Vama Strunga, Abruptul prahovean Bucegi, Locul fosilifer Plaiul Hoților, Orzea - Zănoaga, Cheile Tătarului, Munții Bucegi, Peștera - Cocora (Valea Horoabei - Cocora), Turbăria Lăptici, Zănoaga - Lucăcilă, Peștera Răteiului, Poiana Crucii, Munții Colții lui Barbeș | Creasta Bucșoiu                                           |
| Buila - Vânturarița                                      | Vâlcea                             | 4.478,7        | ROSCI0015     | Parcul Național Buila-Vânturarița, Muntele Stogu, Peștera Caprelor, Peștera Liliecilor, Peștera Munteanu - Murgoci, Peștera Pagodelor, Peștera Rac, Peștera cu Lac, Peștera Valea Bistrița, Peștera Arnăuților, Peștera cu Perle, Peștera Clopot, Pădurea Valea Cheii | Muzeul Trovanților                                        |
| Buteasa                                                  | Bihor                              | 372,6          | ROSCI0016     | Vârful Buteasa |                                                           |
| Buzăul Superior                                          | Buzău Covasna                      | 199,1          | ROSCI0280     | | Tărlung                                                   |
| Calafat - Ciuperceni - Dunăre                            | Dolj                               | 29.206         | ROSPA0013     | Ciuperceni - Desa, Balta Neagră, Balta Lată |                                                           |
| Canaralele Dunării                                       | Călărași Constanța Ialomița        | 26.109,9       | ROSCI0022     | Canaralele de la Hârșova, Locul fosilifer Cernavodă, Locul fosilifer Movila Banului, Reciful Neojurasic de la Topalu | Situl la Ostrov                                           |
| Canaralele de la Hârșova                                 | Constanța Ialomița                 | 7.406          | ROSPA0017     | Canaralele de la Hârșova | Hârșova                                                   |
| Canionul Viteaz                                          | Marea Neagră                       | 35.376,7       | ROSCI0311     | |                                                           |
| Cap Aurora                                               | Marea Neagră                       | 13.592,2       | ROSCI0281     | | Situl la Cap Aurora                                       |
| Cascada Mișina                                           | Vrancea                            | 220,1          | ROSCI0023     | Cascada Mișina | Situl la Vetrești-Herăstrău                               |
| Castanii comestibili de la Buia                          | Sibiu                              | 7,2            | ROSCI0312     | | Situl la Buia                                             |
| Câmpia Careiului                                         | Bihor Satu Mare                    | 23.641,6       | ROSCI0020     | Dunele de nisip Foieni, Mlaștina Vermuș, Pădurea de frasini Urziceni |                                                           |
| Câmpia Cermeiului                                        | Arad                               | 24.424         | ROSPA0014     | Balta Rovina, Poiana cu narcise Rovina, Pădurea Sâc | Imagine din sit                                           |
| Câmpia Crișului Alb și Crișului Negru                    | Arad Bihor                         | 39.499         | ROSPA0015     | Arboretul Macea, Rezervația de soluri sărăturate | Crișul Alb                                                |
| Câmpia Gherghiței                                        | Buzău Ialomița Prahova             | 7.604,1        | ROSPA0112     | | Situl la Fulga, Prahova                                   |
| Cânepiști                                                | Cluj                               | 6.200,4        | ROSPA0113     | Sărăturile și Ocna Veche | Situl la Durgău                                           |
| Codrii seculari de la Strâmbu - Băiuț                    | Maramureș                          | 2.962,4        | ROSCI0285     | Codrii seculari de la Strâmbu - Băiuț |                                                           |
| Câmpia Ierului                                           | Bihor Satu Mare                    | 21.224,6       | ROSCI0021     | Complexul hidrografic Valea Rece |                                                           |
| Câmpia Nirului - Valea Ierului                           | Bihor Satu Mare                    | 38.564         | ROSPA0016     | Complexul hidrografic Valea Rece, Dunele de nisip Foieni, Mlaștina Vermuș, Pădurea de frasini Urziceni |                                                           |
| Căian                                                    | Cluj                               | 235            | ROSCI0017     | |                                                           |
| Căldările Zăbalei                                        | Vrancea                            | 388,5          | ROSCI0018     | Căldările Zăbalei - Zârna Mică | Râul Zăbala la Năruja                                     |
| Călimani - Gurghiu                                       | Harghita Mureș Suceava             | 135,257        | ROSCI0019     | Lacul Ursu și arboretele de pe sărături, Molidul de rezonanță din Pădurea Lăpușna, Defileul Deda - Toplița, Rezervația Lacul Iezer din Călimani, Jnepenișul cu Pinus cembra - Călimani, Doisprezece Apostoli | Situl la Poiana Negrii                                    |
| Ceahlău                                                  | Neamț                              | 7,763          | ROSCI0024     | Parcul Național Ceahlău, Polița cu Crini, Cascada Duruitoarea | Munții Ceahlău                                            |
| Cefa                                                     | Bihor                              | 5.224,1        | ROSCI0025     | Colonia de păsări de la Pădurea Rădvani, Parcul Natural Cefa | Parcul Natural Cefa                                       |
| Cenaru                                                   | Vrancea                            | 412,8          | ROSCI0026     | Pădurea Cenaru | Situl la Andreiașu de Jos                                 |
| Cheile Dobrogei                                          | Constanța                          | 10.929         | ROSPA0019     | Peștera La Adam, Peștera Gura Dobrogei, Rezervația naturală Gura Dobrogei |                                                           |
| Cheile Doftanei                                          | Prahova                            | 2.622,9        | ROSCI0283     | |                                                           |
| Cheile Glodului, Cibului și Măzii                        | Alba Hunedoara                     | 735,9          | ROSCI0029     | Cheile Glodului, Cheile Cibului, Cheile Madei | Cheile Glodului                                           |
| Cheile Lăpușului                                         | Maramureș                          | 1.714,4        | ROSCI0030     | Cheile Lăpușului (între Groapele și Împreunături) | Cheile Lăpușului                                          |
| Cheile Șugăului - Munticelu                              | Neamț                              | 324,9          | ROSCI0033     | Cheile Bicazului, Peștera Munticelu, Cheile Șugăului | Cheile Șugăului                                           |
| Cheile Bicazului - Hășmaș                                | Harghita Neamț                     | 7.961          | ROSPA0018     | Cheile Bicazului și Lacul Roșu, Avenul Licaș, Cheile Șugăului, Peștera Munticelu, Masivul Hășmașul Mare, Piatra Singuratică - Hășmașul Negru | Hășmașu Mare                                              |
| Cheile Bicazului - Hășmaș                                | Harghita Neamț                     | 7.633,1        | ROSCI0027     | Parcul Național Cheile Bicazului - Hășmaș, Cheile Bicazului și Lacul Roșu, Avenul Licaș, Cheile Șugăului, Masivul Hășmașul Mare, Piatra Singuratică - Hășmașul Negru | Munții Hășmaș                                             |
| Cheile Cernei                                            | Hunedoara                          | 512,9          | ROSCI0028     | Cheile Cernei |                                                           |
| Cheile Nerei – Beușnița                                  | Caraș-Severin                      | 37.720,9       | ROSCI0031     | Cheile Nerei, Cheile Șușarei, Ducin, Izvorul Bigăr, Lisovacea, Parcul Național Semenic - Cheile Carașului, Parcul Național Cheile Nerei - Beușnița, Parcul Natural Porțile de Fier | Cascadele Beușniței                                       |
| Cheile Nerei – Beușnița                                  | Caraș-Severin                      | 40.422         | ROSPA0020     | Cheile Nerei, Cheile Șușarei, Ducin, Izvorul Bigăr, Lisovacea, Parcul Național Semenic - Cheile Carașului, Parcul Național Cheile Nerei - Beușnița, Parcul Natural Porțile de Fier, Valea Ciclovei - Ilidia | Cascada Bigăr                                             |
| Cheile Rudăriei                                          | Caraș-Severin                      | 290,5          | ROSCI0032     | Cheile Rudăriei | Cheile Rudăriei                                           |
| Cheile Teregovei                                         | Caraș-Severin                      | 286,7          | ROSCI0284     | |                                                           |
| Cheile Turenilor                                         | Cluj                               | 126,7          | ROSCI0034     | Cheile Turenilor | Cheile Turenilor                                          |
| Cheile Turzii                                            | Cluj                               | 326,4          | ROSCI0035     | Cheile Turzii | Cheile Turzii                                             |
| Cheile Vârghișului                                       | Covasna Harghita                   | 866,5          | ROSCI0036     | Cheile Vârghișului și peșterile din chei | Cheile Vârghișului                                        |
| Ciobănița - Osmancea                                     | Constanța                          | 211,3          | ROSPA0151     | |                                                           |
| Ciocănești – Dunăre                                      | Călărași                           | 904            | ROSPA0021     | |                                                           |
| Ciomad - Balvanyos                                       | Covasna                            | 5.976,6        | ROSCI0037     | Lacul Sfânta Ana, Tinovul Mohoș | Lacul Sfânta Ana                                          |
| Ciucaș                                                   | Brașov Prahova                     | 21.968,8       | ROSCI0038     | Tigăile din Ciucaș | Tigăile din Ciucaș                                        |
| Ciuperceni - Desa                                        | Dolj                               | 39.560,1       | ROSCI0039     | Balta Neagră, Balta Lată, Rezervația ornitologică Ciuperceni-Desa |                                                           |
| Confluența Mureș cu Arieș                                | Alba Cluj                          | 857            | ROSCI0313     | | Imagine din sit                                           |
| Cordăreni - Vorniceni                                    | Botoșani                           | 103            | ROSCI0317     | | Imagine din sit                                           |
| Coridorul Jiului                                         | Dolj Gorj Mehedinți Olt            | 71.362,7       | ROSCI0045     | Locul fosilifer Gârbovu, Locul fosilifer Drănic, Locul fosilifer Bucovăț | Imagine din sit                                           |
| Cozia                                                    | Vâlcea                             | 16.725,2       | ROSCI0046     | Parcul Național Cozia, Pădurea Călinești - Brezoi | Defileul Oltului la Cozia                                 |
| Cozia - Buila - Vânturarița                              | Vâlcea                             | 21.769         | ROSPA0025     | Parcul Național Buila-Vânturarița, Parcul Național Cozia, Peștera Rac, Peștera Liliecilor, Peștera cu Perle, Peștera Valea Bistrița, Peștera Arnăuților, Peștera Clopot, Pădurea Călinești - Brezoi, Muntele Stogu, Pădurea Valea Cheii | Parcul Național Buila-Vânturarița                         |
| Coasta Lunii                                             | Cluj Mureș                         | 682,9          | ROSCI0040     | Dealul cu Fluturi | Situl la Luncani                                          |
| Coasta Rupturile Tanacu (sit SCI)                        | Vaslui                             | 322            | ROSCI0041     | Coasta Rupturile - Tanacu |                                                           |
| Codru Moma                                               | Arad Bihor                         | 24.631,6       | ROSCI0042     | |                                                           |
| Coridorul Munții Bihorului - Codru Moma                  | Arad Bihor                         | 7.596,4        | ROSCI0291     | |                                                           |
| Coridorul Rusca Montană - Țarcu - Retezat                | Caraș-Severin Hunedoara            | 24.431,3       | ROSCI0292     | | Situl la Lunca Cernii de Jos                              |
| Colinele Elanului                                        | Vaslui                             | 741,4          | ROSCI0286     | |                                                           |
| Comana (sit SPA)                                         | Călărași Giurgiu                   | 24,982         | ROSPA0022     | Parcul Natural Comana | Imagine din sit                                           |
| Comana (sit SCI)                                         | Călărași Giurgiu                   | 26.579,2       | ROSCI0043     | Pădurea Oloaga - Grădinari, Pădurea Padina Tătarului, Parcul Natural Comana | Parcul Comana                                             |
| Coridorul Ialomiței (sit SCI)                            | Ialomița Prahova                   | 27.109,2       | ROSCI0290     | | Situl la Albești                                          |
| Coridorul Ialomiței (sit SPA)                            | Ialomița Prahova                   | 25.307,9       | ROSPA0152     | |                                                           |
| Coșava Mică                                              | Caraș-Severin                      | 736,8          | ROSCI0332     | | Situl la Prigor                                           |
| Confluența Jiu - Dunăre (sit SPA)                        | Dolj                               | 19.530,2       | ROSPA0023     | Locul fosilifer Drănic |                                                           |
| Confluența Olt-Dunăre (SPA)                              | Olt Teleorman                      | 20.483,8       | ROSPA0024     | |                                                           |
| Comloșu Mare                                             | Timiș                              | 2.622,3        | ROSCI0287     | |                                                           |
| Corabia – Turnu Măgurele                                 | Olt Teleorman                      | 8.354,1        | ROSCI0044     | |                                                           |
| Coridorul Drocea - Codru Moma                            | Arad                               | 3.231,5        | ROSCI0289     | | Situl la Dezna                                            |
| Costinesti - 23 August                                   | Marea Neagră                       | 4.883,6        | ROSCI0293     | |                                                           |
| Creasta Nemirei                                          | Bacău                              | 3,591          | ROSCI0047     | Rezervația naturală Nemira |                                                           |
| Crișul Alb                                               | Arad                               | 826,9          | ROSCI0048     | | Crișul Alb                                                |
| Crișul Alb între Gurahonț și Ineu                        | Arad                               | 1.193,9        | ROSCI0294     | | Situl la Gurahonț                                         |
| Crișul Negru                                             | Arad Bihor                         | 1.822,8        | ROSCI0049     | | Crișul Negru                                              |
| Crișul Repede amonte de Oradea                           | Bihor                              | 1.996,3        | ROSCI0050     | | Crișul Repede la Bratca                                   |
| Cuiugiuc                                                 | Constanța                          | 139            | ROSCI0340     | |                                                           |
| Culmea Cucuieți                                          | Bacău                              | 6.499,2        | ROSCI0351     | |                                                           |
| Cumpărătura                                              | Suceava                            | 395,8          | ROSCI0371     | |                                                           |
| Cușma                                                    | Bistrița-Năsăud Mureș Suceava      | 44.084,2       | ROSCI0051     | Cheile Bistriței Ardelene, Rezervația naturală Comarnic, Stâncile Tătarului, Munții Călimani, Tăul Zânelor, Râpa Verde, Locul fosilifer Râpa Mare, Piatra Corbului, Piatra Cușmei, Valea Repedea | Munții Călimani                                           |
| Cursul Dunării - Baziaș - Porțile de Fier                | Caraș-Severin Mehedinți            | 9.904          | ROSPA0026     | Cazanele Mari și Cazanele Mici, Balta Nera - Dunăre, Parcul Natural Porțile de Fier | Parcul Natural Porțile de Fier                            |
| Cursul mijlociu al Someșului                             | Maramureș Sălaj                    | 33.208,4       | ROSPA0114     | Calcarele de Rona, Lunca cu lalea pestriță - Valea Sălajului, Pădurea „La Castani”, Pietrele Moșu și Baba, Stanii Clițului | Stanii Clițului                                           |
| Dăbuleni - Potelu                                        | Olt                                | 986,8          | ROSCI0372     | |                                                           |
| Dăncioanea                                               | Caraș-Severin                      | 356,3          | ROSCI0052     | | Situl la Bucova                                           |
| Dealul Alah Bair (sit SCI)                               | Constanța                          | 193,5          | ROSCI0053     | Dealul Alah Bair |                                                           |
| Dealurile Agighiolului                                   | Tulcea                             | 1.514,1        | ROSCI0060     | Rezervația geologică Agighiol | Situl la Telița                                           |
| Dealul Cetății Deva                                      | Hunedoara                          | 113,3          | ROSCI0054     | Dealul Colț și Dealul Zănoaga, Dealul Cetății Deva | Cetatea Deva                                              |
| Dealul Cetății Lempeș - Mlaștina Hărman                  | Brașov                             | 370,9          | ROSCI0055     | Dealul Cetății Lempeș, Mlaștina Hărman | Rezervația naturală Mlaștina Hărman                       |
| Dealul Ciocaș - Dealul Vițelului (sit SCI)               | Brașov Covasna                     | 961,4          | ROSCI0056     | Dealul Ciocașului - Dealul Vițelului | Dealul Ciocașului - Dealul Vițelului                      |
| Dealurile Clujului de Est                                | Cluj                               | 19.622,9       | ROSCI0295     | Fânațele Clujului - La Craiu, Fânațele Clujului - Copârșaie | Imagine din sit                                           |
| Dealurile Drăgășaniului                                  | Olt Vâlcea                         | 7.605,6        | ROSCI0296     | | Situl la Stănești-Lunca                                   |
| Dealurile Homoroadelor                                   | Brașov Covasna Harghita            | 37.093         | ROSPA0027     | Locul fosilifer Carhaga, Coloanele de bazalt de la Racoș, Cheile Vârghișului și peșterile din chei, Popasul păsărilor de la Sânpaul | Cheile Vărghișului - Peștera Orban Balazs                 |
| Dealul Istrița                                           | Buzău                              | 573,9          | ROSCI0057     | |                                                           |
| Dealul lui Dumnezeu                                      | Iași                               | 707,6          | ROSCI0058     | |                                                           |
| Dealul Mare - Hârlău                                     | Botoșani Iași Suceava              | 25.062,6       | ROSCI0076     | Făgetul Secular Humosu, Pădurea Tudora | Situl la Tudora                                           |
| Dealul Perchiu                                           | Bacău                              | 188,3          | ROSCI0059     | Dealul Perchiu |                                                           |
| Dealurile Racovițeni                                     | Buzău                              | 171,1          | ROSCI0404     | |                                                           |
| Dealul Mocrei - Rovina - Ineu                            | Arad                               | 4.190,8        | ROSCI0218     | Balta Rovina, Poiana cu narcise Rovina | Situl la Văsoaia                                          |
| Dealul Pădurea Murei - Sângeorzu Nou                     | Bistrița-Năsăud                    | 278,2          | ROSCI0396     | | Situl la Herina                                           |
| Dealurile Strehaia - Bâtlanele                           | Mehedinți                          | 803,9          | ROSCI0405     | |                                                           |
| Defileul Crișului Negru                                  | Bihor                              | 2.208,4        | ROSCI0061     | Dealul Pacău, Defileul Crișului Negru la Borz | Situl la Borrz                                            |
| Dealurile Târnavelor și Valea Nirajului                  | Harghita Mureș                     | 86.073         | ROSPA0028     | Dealul Firtuș, Arboretul de Chamaecyparis lawsoniana Sângeorgiu de Pădure | Corund, Dealul Firtuș                                     |
| Dealurile Târnavei Mici - Bicheș                         | Harghita Mureș                     | 37.353,2       | ROSCI0297     | | Situl la Chibed                                           |
| Dealurile Podoleni                                       | Neamț                              | 466,1          | ROSCI0397     | |                                                           |
| Defileul Crișului Alb (sit SCI)                          | Arad                               | 16.562,6       | ROSCI0298     | | Imagine din sit                                           |
| Defileul Crișului Alb (sit SPA)                          | Arad                               | 16.562,6       | ROSPA0153     | | Imagine din sit                                           |
| Defileul Crișului Repede - Pădurea Craiului              | Bihor Cluj                         | 40.270,2       | ROSCI0062     | Defileul Crișului Repede, Peștera Meziad, Peștera Osoi, Peștera Toplița | Defileul Crișului Repede la Vadu Crișului                 |
| Defileul Crișului Repede - Valea Iadului                 | Bihor                              | 17.162,4       | ROSPA0115     | Defileul Crișului Repede | Situl la Vadu Crișului                                    |
| Defileul Jiului                                          | Gorj Hunedoara                     | 10.927,1       | ROSCI0063     | Parcul Național Defileul Jiului, Sfinxul Lainicilor, Stâncile Rafailă | Defileul Jiului                                           |
| Defileul Mureșului                                       | Arad Hunedoara                     | 34.202,8       | ROSCI0064     | Pădurea Pojoga | Imagine din sit                                           |
| Defileul Mureșului Inferior - Dealurile Lipovei          | Arad Hunedoara Timiș               | 55.660         | ROSPA0029     | Pădurea Pojoga |                                                           |
| Defileul Mureșului Superior                              | Mureș                              | 9.514          | ROSPA0030     | Defileul Deda - Toplița |                                                           |
| Delta Dunării (sit SCI)                                  | Constanța Tulcea                   | 454.037        | ROSCI0065     | Capul Doloșman, Cetatea Histria, Complexul Vătafu - Lunghuleț, Complexul Sacalin Zătoane, Grindul și Lacul Răducu, Grindul Chituc, Grindul Lupilor, Insula Popina, Lacul Potcoava, Pădurea Caraorman, Pădurea Letea, Roșca - Buhaiova | Aria protejată Cetatea Histria                            |
| Delta Dunării și Complexul Razim - Sinoie                | Constanța Tulcea                   | 512.820        | ROSPA0031     | Capul Doloșman, Cetatea Histria, Complexul Vătafu - Lunghuleț, Complexul Sacalin Zătoane, Grindul și Lacul Răducu, Grindul Chituc, Grindul Lupilor, Insula Popina, Lacul Potcoava, Pădurea Caraorman, Pădurea Letea, Roșca - Buhaiova | Delta Dunării                                             |
| Delta Dunării - zona marină                              | Marea Neagră                       | 336.200,2      | ROSCI0066     | | Delta Dunării                                             |
| Deniz Tepe (sit SPA)                                     | Tulcea                             | 1.900          | ROSPA0032     | |                                                           |
| Deniz Tepe (sit SCI)                                     | Tulcea                             | 414,4          | ROSCI0067     | |                                                           |
| Depresiunea Bozovici (sit SPA)                           | Caraș-Severin                      | 9.670,3        | ROSPA0149     | | Depresiunea Bozovici                                      |
| Depresiunea și Munții Ciucului                           | Harghita                           | 51.744         | ROSPA0034     | Mlaștina Csemő - Vrabia, Mlaștina Valea de Mijloc, Mlaștina Beneș, Mlaștina Borsároș - Sâncrăieni, Mlaștina Nyirkert | Depresiunea Ciucului                                      |
| Depresiunea și Munții Giurgeului                         | Harghita Mureș                     | 87.892         | ROSPA0033     | Piemontul Nyíres de la Borzont, Mlaștina După Luncă, Mlaștina cea Mare, Peștera Șugău | Munții Giurgeului                                         |
| Diosig                                                   | Bihor                              | 376,7          | ROSCI0068     | | Situl la Diosig                                           |
| Domogled - Valea Cernei (sit SPA)                        | Caraș-Severin Gorj Mehedinți       | 66,734         | ROSPA0035     | Rezervația Domogled, Coronini - Bedina, Iauna - Craiova, Parcul Național Domogled - Valea Cernei, Parcul Național Retezat, Peștera Martel, Peștera Lazului, Izvorul și stâncăriile de la Câmana, Cheile Corcoaiei, Tufărișurile mediteraneene Cornetul Obârșia-Cloșani, Vârful lui Stan, Pădurea Drăghiceanu, Pereții calcaroși de la Izvoarele Coșuștei, Piatra Cloșanilor, Geoparcul Platoul Mehedinți, Belareca, Ciucevele Cernei | Parcul Național Domogled - Valea Cernei                   |
| Domogled - Valea Cernei (sit SCI)                        | Caraș-Severin Gorj Mehedinți       | 62.121,3       | ROSCI0069     | Rezervația Domogled, Coronini - Bedina, Iauna - Craiova, Iardașița, Belareca, Parcul Național Domogled - Valea Cernei, Parcul Național Retezat, Peștera Martel, Izvorul și stâncăriile de la Câmana, Cheile Corcoaiei, Tufărișurile mediteraneene Cornetul Obârșia-Cloșani, Vârful lui Stan, Geoparcul Platoul Mehedinți, Valea Țesna | Platoul Mehedinți                                         |
| Dorohoi - Șaua Bucecei                                   | Iași Suceava                       | 25,359         | ROSPA0116     | Arinișul de la Horlăceni, Pădurea Tudora | Situl la Bucecea                                          |
| Drocea                                                   | Arad                               | 26.112,4       | ROSCI0070     | Locul fosilifer Monoroștia, Runcu-Groși |                                                           |
| Drocea - Zarand                                          | Arad                               | 40,696         | ROSPA0117     | Locul fosilifer Monoroștia, Runcu-Groși |                                                           |
| Dunăre-Ostroave                                          | Călărași Constanța                 | 16.224         | ROSPA0039     | Locul fosilifer Cernavodă |                                                           |
| Dunărea la Gârla Mare - Maglavit                         | Dolj Mehedinți                     | 9.487,6        | ROSCI0299     | | Situl la Maglavit                                         |
| Dunărea Veche – Brațul Măcin                             | Brăila Constanța Tulcea            | 18.759         | ROSPA0040     | Peceneaga, Măgurele |                                                           |
| Dunele marine de la Agigea (sit SCI)                     | Constanța                          | 11,8           | ROSCI0073     | Dunele marine de la Agigea |                                                           |
| Dunele de nisip de la Hanul Conachi                      | Galați                             | 249,2          | ROSCI0072     | Dunele de nisip de la Hanu Conachi |                                                           |
| Dumbrăveni                                               | Constanța                          | 2.056          | ROSPA0036     | Pădurea Dumbrăveni |                                                           |
| Dumbrăveni - Valea Urluia - Lacul Vederoasa              | Constanța                          | 18.024,4       | ROSCI0071     | Locul fosilifer Aliman, Locul fosilifer Credința, Pereții calcaroși de la Petroșani, Pădurea Dumbrăveni | Situl la Cochirleni                                       |
| Dumbrăvița - Rotbav - Măgura Codlei                      | Brașov Covasna                     | 4.536          | ROSPA0037     | Complexul piscicol Dumbrăvița | Depresiunea Brașovului, Măgura Codlei                     |
| Dunăre-Oltenița                                          | Călărași Giurgiu                   | 6.022          | ROSPA0038     | |                                                           |
| Eleșteiele Jijiei și Miletinului                         | Iași                               | 18.990         | ROSPA0042     | Balta Teiva Vișina |                                                           |
| Eleșteiele Iernut - Cipău                                | Mureș                              | 454            | ROSPA0041     | |                                                           |
| Fântânița Murfatlar (sit SCI)                            | Constanța                          | 577,5          | ROSCI0083     | Fântânița - Murfatlar |                                                           |
| Fânațele Bârca                                           | Iași                               | 148            | ROSCI0077     | |                                                           |
| Fânațele de pe Dealul Corhan - Săbed                     | Mureș                              | 475            | ROSCI0079     | Pădurea Săbed | Situl la Culpiu                                           |
| Fânațurile de la Glodeni                                 | Vaslui                             | 147,3          | ROSCI0080     | Fâneața de la Glodeni | Situl la Cioatele                                         |
| Fânațele de la Bogdana                                   | Sălaj                              | 75,2           | ROSCI0409     | |                                                           |
| Fânațele Pietroasa - Podeni                              | Cluj                               | 119,9          | ROSCI0300     | | Situl la Pietroasa                                        |
| Fânațele de la Sucutard                                  | Cluj                               | 218,8          | ROSCI0410     | | Situl la Chiriș                                           |
| Fânețele seculare Frumoasa (sit SCI)                     | Suceava                            | 9,4            | ROSCI0081     | Fânațele seculare Frumoasa |                                                           |
| Fânețele seculare Ponoare (sit SCI)                      | Suceava                            | 57,6           | ROSCI0082     | Fânațele seculare Ponoare |                                                           |
| Făgetul Clujului - Valea Morii                           | Cluj                               | 1.686,4        | ROSCI0074     | Făgetul Clujului |                                                           |
| Ferice - Plai                                            | Bihor                              | 1.993,1        | ROSCI0084     | Ferice Plai și Hoancă, Vârful Cârligați |                                                           |
| Frumoasa (sit SPA)                                       | Alba Sibiu Vâlcea                  | 130.980        | ROSPA0043     | Iezărele Cindrelului, Masa Jidovului, La Grumaji, Parcul Natural Cindrel, Jnepenișul Stricatul, Rezervația Sterpu-Dealul Negru, Rezervația Cristești | Lacul Șureanu                                             |
| Frumoasa (sit SCI)                                       | Alba Sibiu Vâlcea                  | 137.256,1      | ROSCI0085     | Iezărele Cindrelului, Masa Jidovului, La Grumaji, Parcul Natural Cindrel, Jnepenișul Stricatul, Rezervația Sterpu-Dealul Negru, Rezervația Cristești, Parcul Natural Grădiștea Muncelului - Cioclovina, Șuvara Sașilor, Stânca Grunzii | Munții Cindrel                                            |
| Galicea Mare - Băilești                                  | Dolj                               | 6.163,3        | ROSPA0154     | |                                                           |
| Goicea - Măceșu de Sus                                   | Dolj                               | 1.604,4        | ROSPA0155     | |                                                           |
| Găina - Lucina                                           | Suceava                            | 842,5          | ROSCI0086     | Tinovul Găina - Lucina, Cheile Lucavei |                                                           |
| Grădiștea - Căldărușani - Dridu                          | Ialomița Ilfov                     | 6.442          | ROSPA0044     | |                                                           |
| Grădiștea Muncelului - Cioclovina (SPA)                  | Hunedoara                          | 38.060         | ROSPA0045     | Complexul carstic Ponorâci-Cioclovina, Cheile Crivadiei, Peștera Bolii, Locul fosilifer Ohaba-Ponor, Peștera Șura Mare, Parcul Natural Grădiștea Muncelului - Cioclovina, Geoparcul Dinozaurilor „Țara Hațegului” | Tăul fără fund de la Peșteana                             |
| Grădiștea Muncelului-Ciclovina (SCI)                     | Hunedoara                          | 39.855,2       | ROSCI0087     | Complexul carstic Ponorâci-Cioclovina, Cheile Taia, Cheile Crivadiei, Peștera Bolii, Locul fosilifer Ohaba-Ponor, Peștera Șura Mare, Parcul Natural Grădiștea Muncelului - Cioclovina, Geoparcul Dinozaurilor „Țara Hațegului” | Mlaștina de la Peșteana                                   |
| Grindu - Valea Măcrișului                                | Ialomița                           | 3.243,1        | ROSPA0118     | |                                                           |
| Groșii Țibleșului                                        | Maramureș                          | 927,5          | ROSCI0411     | | Munții Țibleșului                                         |
| Gruia - Gârla Mare                                       | Mehedinți                          | 2.756          | ROSPA0046     | |                                                           |
| Gura Vedei - Șaica - Slobozia                            | Călărași Giurgiu Teleorman         | 10.137,8       | ROSCI0088     | | Imagine din sit                                           |
| Gutâi - Creasta Cocoșului                                | Maramureș                          | 688            | ROSCI0089     | Creasta Cocoșului, Lacul Morărenilor | Munții Gutâi                                              |
| Harghita Mădăraș                                         | Harghita                           | 13.321,9       | ROSCI0090     | Lacul Dracului | Harghita Mădăraș                                          |
| Herculian                                                | Covasna Harghita                   | 12,917         | ROSCI0091     | |                                                           |
| Hârtibaciu Sud - Est                                     | Brașov                             | 25.830,6       | ROSCI0303     | Cotul Turzunului |                                                           |
| Hârtibaciu Sud - Vest                                    | Sibiu                              | 22.840,8       | ROSCI0304     | |                                                           |
| Horga - Zorleni                                          | Vaslui                             | 20.205,7       | ROSPA0119     | | Situl la Grăjdani                                         |
| Hunedoara Timișană                                       | Arad Timiș                         | 1.537          | ROSPA0047     | |                                                           |
| Ianca - Plopu - Sărat                                    | Brăila                             | 1.982          | ROSPA0048     | |                                                           |
| Ianca - Plopu - Sărat - Comăneasca                       | Brăila                             | 3.234,5        | ROSCI0305     | |                                                           |
| Iazurile de pe valea Ibănesei - Bașeului - Podrigăi      | Botoșani                           | 2.766,8        | ROSPA0049     | |                                                           |
| Iazurile Miheșu de Câmpie – Tăureni                      | Mureș                              | 1.209          | ROSPA0050     | |                                                           |
| Iazul Mare - Stăuceni - Drăcșani                         | Botoșani                           | 2,236          | ROSPA0156     | |                                                           |
| Iezerul Călărași                                         | Călărași                           | 5.001          | ROSPA0051     | Iezerul Călărași |                                                           |
| Igniș                                                    | Maramureș                          | 19.635,3       | ROSCI0092     | Cheile Tătarului, Munții Gutâi, Mlaștina Poiana Brazilor, Mlaștina Iezerul Mare, Tăul lui Dumitru |                                                           |
| Insulele stepice Șura Mică - Slimnic                     | Sibiu                              | 441,2          | ROSCI0093     | Dealul Zackel |                                                           |
| Kogălniceanu - Gura Ialomiței                            | Ialomița                           | 7.087,6        | ROSPA0120     | |                                                           |
| Ivrinezu                                                 | Constanța                          | 411,1          | ROSCI0412     | | Situl la Cetatea Flaviana                                 |
| Izvoarele sulfuroase submarine de la Mangalia            | Constanța                          | 5.784,9        | ROSCI0094     | |                                                           |
| Jiana                                                    | Mehedinți                          | 13.256,3       | ROSCI0306     | | Situl la Pristol                                          |
| Lacul Bâlbâitoarea (sit SCI)                             | Prahova                            | 3              | ROSCI0096     | |                                                           |
| Lacul Beibugeac (sit SPA)                                | Tulcea                             | 470            | ROSPA0052     | |                                                           |
| Lacul Brateș (sit SPA)                                   | Galați, Tulcea                     | 15.878,9       | ROSPA0121     | Delta Dunării, Parcul Natural Lunca Joasă a Prutului Inferior, Ostrovul Prut |                                                           |
| Lacul Bugeac                                             | Constanța                          | 1.385,4        | ROSPA0053     | Lacul Bugeac |                                                           |
| Lacul Dunăreni (sit SPA)                                 | Constanța                          | 1.261          | ROSPA0054     | Lacul Dunăreni |                                                           |
| Lacul Gălățui                                            | Călărași                           | 814,2          | ROSPA0055     | |                                                           |
| Lacul Oltina                                             | Constanța                          | 3.303          | ROSPA0056     | Lacul Oltina |                                                           |
| Lacul Negru                                              | Vrancea                            | 104,2          | ROSCI0097     | Parcul Natural Putna - Vrancea, Lacul Negru - Cheile Nărujei I |                                                           |
| Lacul Pețea                                              | Bihor                              | 23,1           | ROSCI0098     | Pârâul Pețea |                                                           |
| Lacul Siutghiol                                          | Constanța                          | 1.858,8        | ROSPA0057     | | Lacul Siutghiol                                           |
| Lacul Stânca Costești                                    | Botoșani                           | 2.192,8        | ROSPA0058     | Stânca Ripiceni |                                                           |
| Lacul Știucilor - Sic - Puini - Bonțida                  | Cluj                               | 3,887          | ROSCI0099     | Lacul Știucilor, Stufărișurile de la Sic, Valea Legiilor | Stufărișurile de la Sic                                   |
| Lacul Strachina                                          | Ialomița                           | 2.014          | ROSPA0059     | Lacul Strachina |                                                           |
| Lacul Techirghiol                                        | Constanța                          | 2.939          | ROSPA0061     | | Lacul Techirghiol                                         |
| Lacurile de acumulare Buhuși - Bacău - Berești           | Bacău                              | 5.605,2        | ROSPA0063     | Lacul Berești, Lacul Galbeni, Lacul Lilieci, Lacul Răcăciuni | Lacul Berești                                             |
| Lacurile de acumulare de pe Argeș                        | Argeș                              | 2.260          | ROSPA0062     | Lacul Bascov | Lacul Budeasa                                             |
| Lacurile de acumulare de pe Crișul Repede                | Bihor                              | 1.858,4        | ROSPA0123     | | Situl la Fughiu                                           |
| Lacurile de pe Valea Ilfovului                           | Dâmbovița                          | 602,3          | ROSPA0124     | |                                                           |
| Lacurile din jurul Măscurei (sit SCI)                    | Bacău Vaslui                       | 1,139          | ROSCI0309     | |                                                           |
| Lacurile din jurul Măscurei (sit SPA)                    | Bacău Vaslui                       | 1,139          | ROSPA0159     | |                                                           |
| Lacul Sărat - Brăila                                     | Brăila                             | 329,4          | ROSCI0307     | |                                                           |
| Lacurile Fălticeni (sit SCI)                             | Suceava                            | 876,7          | ROSCI0310     | | Situl la Horodniceni                                      |
| Lacurile Fălticeni (sit SPA)                             | Suceava                            | 787,4          | ROSPA0064     | |                                                           |
| Lacurile Fărăgău - Glodeni                               | Mureș                              | 244,8          | ROSCI0100     | Lacul Fărăgău | Lacul Fărăgău                                             |
| Lacul Ciurbești - Fânațele Bârca                         | Iași                               | 520,7          | ROSPA0158     | |                                                           |
| Lacurile Fundata - Amara                                 | Ialomița                           | 2.049,5        | ROSPA0065     | Lacul Amara, Ialomița, Lacul Fundata | Lacul Amara2                                              |
| Lacul și Pădurea Cernica (sit SCI)                       | Călărași Ilfov                     | 3.293,4        | ROSCI0308     | | Situl la Cernica                                          |
| Lacul și Pădurea Cernica (sit SPA)                       | Călărași Ilfov                     | 3.782,4        | ROSPA0122     | | Situl la Cernica                                          |
| Lacurile Tașaul - Corbu                                  | Constanța                          | 2.701          | ROSPA0060     | |                                                           |
| Lacurile de pe Valea Ilfovului                           | Dâmbovița                          | 597            | ROSPA0124     | |                                                           |
| Lacurile Vaduri și Pângărați                             | Neamț                              | 455,5          | ROSPA0125     | Lacul Pângărați, Lacul Vaduri | Situl la Pângărați                                        |
| Larion                                                   | Bistrița-Năsăud Suceava            | 3.058,8        | ROSCI0101     | Crovul de la Larion | Situl la Podul Cășnei                                     |
| La Sărătura (sit SCI)                                    | Bistrița-Năsăud                    | 18             | ROSCI0095     | „La Sărătură” |                                                           |
| Leaota                                                   | Argeș Brașov Dâmbovița             | 1.378,4        | ROSCI0102     | Parcul Natural Bucegi | Munții Bucegi                                             |
| Limanu - Herghelia                                       | Constanța                          | 881,2          | ROSPA0066     | | Situl la Limanu                                           |
| Lobul sudic al Câmpului de Phyllophora al lui Zernov     | Marea Neagră                       | 186.815,3      | ROSCI0413     | |                                                           |
| Lovrin                                                   | Timiș                              | 106            | ROSCI0414     | |                                                           |
| Lozna (sit SCI)                                          | Sălaj                              | 10.214,1       | ROSCI0314     | Pădurea „La Castani”, Rezervația naturală Stanii Clițului |                                                           |
| Lunca Barcăului                                          | Bihor                              | 5.293,8        | ROSPA0067     | |                                                           |
| Lunca Bârsei                                             | Brașov                             | 54,9           | ROSCI0415     | |                                                           |
| Lunca Buzăului (sit SCI)                                 | Brăila Buzău                       | 9.575,4        | ROSCI0103     | |                                                           |
| Lunca Buzăului (sit SPA)                                 | Brăila Buzău                       | 9.575,4        | ROSPA0160     | |                                                           |
| Lunca Chineja                                            | Galați                             | 923,9          | ROSCI0315     | |                                                           |
| Lunca Inferioară a Turului                               | Satu Mare                          | 20.537,8       | ROSPA0068     | Cursul inferior al Râului Tur |                                                           |
| Lunca Joasă a Prutului                                   | Galați Tulcea Vaslui               | 5.753,4        | ROSCI0105     | Parcul Natural Lunca Joasă a Prutului Inferior, Ostrovul Prut, Lacul Pochina, Lacul Vlășcuța, Pădurea Gârboavele |                                                           |
| Lunca Mureșului Inferior (sit SCI)                       | Arad Timiș                         | 17.397,4       | ROSCI0108     | Insula Mare Cenad, Insula Igriș, Parcul Natural Lunca Mureșului, Pădurea Cenad |                                                           |
| Lunca Mureșului Inferior (sit SPA)                       | Arad Timiș                         | 17.397,4       | ROSPA0069     | Insula Mare Cenad, Insula Igriș, Parcul Natural Lunca Mureșului, Pădurea Cenad |                                                           |
| Lunca Mijlocie a Argeșului                               | Dâmbovița Giurgiu                  | 3.648,9        | ROSCI0106     | |                                                           |
| Lunca Mijlocie a Argeșului                               | Dâmbovița Giurgiu                  | 3.648,9        | ROSPA0161     | |                                                           |
| Lunca Mircești                                           | Iași                               | 32,8           | ROSCI0107     | Lunca Mircești (Vasile Alecsandri) | Siretul la Mircești                                       |
| Lunca Prutului - Vlădești - Frumușița                    | Galați                             | 14.389         | ROSPA0070     | Parcul Natural Lunca Joasă a Prutului Inferior, Lacul Vlășcuța |                                                           |
| Lunca Râului Doamnei                                     | Argeș                              | 405,4          | ROSCI0316     | |                                                           |
| Lunca Siretului Inferior                                 | Brăila Galați Vrancea              | 37.479,5       | ROSPA0071     | Balta Potcoava, Balta Tălăbasca, Dunele de nisip de la Hanu Conachi |                                                           |
| Lunca Siretului Inferior (sit SCI)                       | Bacău Brăila Galați Vrancea        | 37.479,5       | ROSCI0162     | Balta Tălăbasca, Pădurea Neagră |                                                           |
| Lunca Siretului Mijlociu                                 | Bacău Iași Neamț                   | 10.329,5       | ROSPA0072     | | Lunca Siretului                                           |
| Lunca Inferioară a Crișului Repede                       | Bihor                              | 636,7          | ROSCI0104     | |                                                           |
| Livezile - Dolaț                                         | Timiș                              | 6.553,8        | ROSPA0126     | |                                                           |
| Lunca Bârzavei                                           | Timiș                              | 2.387,5        | ROSPA0127     | |                                                           |
| Lunca Teuzului                                           | Arad Bihor                         | 5,291          | ROSCI0350     | |                                                           |
| Lunca Timișului                                          | Timiș                              | 10.172,6       | ROSCI0109     | | Situl la Parța                                            |
| Lunca Timișului                                          | Timiș                              | 13.513,5       | ROSPA0128     | | Situl la Chevereșu Mare                                   |
| Maglavit                                                 | Dolj                               | 3.642,5        | ROSPA0074     | Pajiștea Cetate din Lunca Dunării |                                                           |
| Marea Neagră                                             | Constanța                          | 140.143        | ROSPA0076     | Complexul Sacalin Zătoane, Grindul Chituc, Vama Veche - 2 Mai (Acvatoriul litoral marin) | Faună marină                                              |
| Mața - Cârja - Rădeanu                                   | Galați Vaslui                      | 5.871,2        | ROSPA0130     | Parcul Natural Lunca Joasă a Prutului Inferior, Lacul Pochina, Lunca joasă a Prutului | Situl la Oancea                                           |
| Masivul Ceahlău                                          | Neamț                              | 27.837         | ROSPA0129     | Cascada Duruitoarea, Lacul Izvorul Muntelui, Parcul Național Ceahlău, Polița cu Crini | Lacul Izvorul Muntelui                                    |
| Măcin - Niculițel                                        | Tulcea                             | 67.361         | ROSPA0073     | Locul fosilifer Dealul Bujoarele, Parcul Național Munții Măcinului, Pădurea Valea Fagilor | Munții Măcinului                                          |
| Mânjești                                                 | Vaslui                             | 1.009,3        | ROSPA0162     | |                                                           |
| Munții Bihor                                             | Alba Arad Bihor Hunedoara          | 20.932,2       | ROSCI0324     | | Situl la Arieșeni, Alba                                   |
| Munții Maramureșului                                     | Maramureș                          | 70.972         | ROSPA0131     | Cornu Nedeii - Ciungii Bălăsinii, Poiana cu narcise Tomnatec - Sehleanu, Parcul Natural Munții Maramureșului, Stâncăriile Sâlhoi - Zâmbroslavele, Vârful Farcău - Lacul Vinderelu - Vârful Mihăilecu | Valea Vaserului                                           |
| Munții Metaliferi                                        | Hunedoara                          | 14.317,3       | ROSCI0325     | | Situl la Căzănești                                        |
| Munții Metaliferii                                       | Alba Hunedoara                     | 26.673,4       | ROSPA0132     | Calcarele din Dealul Măgura, Cheile Cibului, Cheile Glodului, Cheile Madei, Cheile Ribicioarei și Uibăreștilor, Măgurile Săcărâmbului, Muntele Vulcan, Podul natural de la Grohot, Peștera Cizmei | Muntele Vâlcan                                            |
| Munții Călimani                                          | Bistrița Harghita Mureș Suceava    | 29.160,1       | ROSPA0133     | Doisprezece Apostoli, Jnepenișul cu Pinus cembra - Călimani, Parcul Național Călimani, Rezervația Lacul Iezer din Călimani | Munții Călimani                                           |
| Măgura Bătarci                                           | Satu Mare                          | 106,5          | ROSCI0416     | | Situl la Turț-Băi                                         |
| Măgura Odobești (sit SPA)                                | Vrancea                            | 13.164,7       | ROSPA0075     | |                                                           |
| Măgura Târgu Ocna                                        | Bacău                              | 847,9          | ROSCI0318     | |                                                           |
| Măgurile Băiței                                          | Hunedoara                          | 250,5          | ROSCI0110     | Calcarele din Dealul Măgura |                                                           |
| Măxineni (sit SPA)                                       | Brăila                             | 1.537,2        | ROSPA0077     | |                                                           |
| Mestecănișul de la Reci                                  | Covasna                            | 2.124,7        | ROSCI0111     | Mestecănișul de la Reci și Bălțile de la Ozun-Sântionlunca | Mestecănișul de la Reci                                   |
| Mlaca Tătarilor                                          | Sibiu                              | 3,7            | ROSCI0112     | |                                                           |
| Mlaștina Iezerul Dorohoi                                 | Botoșani                           | 382,7          | ROSPA0157     | |                                                           |
| Mlaștina Hergheliei - Obanul Mare și Peștera Movilei     | Constanța                          | 231,7          | ROSCI0114     | Obanu Mare și Peștera Movile |                                                           |
| Mlaștina de la Fetești                                   | Călărași Ialomița                  | 2.110,9        | ROSCI0319     | | Situl la Fetești                                          |
| Movila lui Burcel (sit SCI)                              | Vaslui                             | 15,9           | ROSCI0117     | Movila lui Burcel | Mănăstirea de pe Movila lui Burcel                        |
| Mociar                                                   | Mureș                              | 3.943,9        | ROSCI0320     | Pădurea Mociar, Poiana cu narcise Gurghiu | Pădurea Mociar                                            |
| Moldova Superioară                                       | Suceava                            | 409,5          | ROSCI0321     | | Situl la Sadova                                           |
| Manoleasa                                                | Botoșani                           | 103,9          | ROSCI0417     | |                                                           |
| Movilele de la Iacobeni                                  | Sibiu                              | 143,5          | ROSCI0418     | | Situl la Movile                                           |
| Movilele de la Păucea                                    | Sibiu                              | 8,6            | ROSCI0118     | |                                                           |
| Mlaștina după Luncă                                      | Harghita                           | 428,5          | ROSCI0113     | Mlaștina După Luncă | Situl la Suseni                                           |
| Mlaștina Satchinez                                       | Arad Timiș                         | 2.517,5        | ROSCI0115     | Mlaștinile Satchinez |                                                           |
| Mlaștina Satchinez (sit SPA)                             | Timiș                              | 268            | ROSPA0078     | Mlaștinile Satchinez |                                                           |
| Mlaștinile Murani (sit SPA)                              | Timiș                              | 329,8          | ROSPA0079     | Mlaștinile Murani |                                                           |
| Muntele Șes                                              | Bihor Cluj Sălaj                   | 34.978,9       | ROSCI0322     | Mlaștina de la Iaz | Mlaștina de la Iaz                                        |
| Molhașurile Căpățânei (sit SCI)                          | Alba Cluj                          | 807,9          | ROSCI0116     | Molhașurile Căpățânei | Situl la Bistra                                           |
| Munții Almăjului - Locvei                                | Caraș-Severin Mehedinți            | 118.142        | ROSPA0080     | Balta Nera - Dunăre, Cazanele Dunării, Cracul Crucii, Cracul Găioara, Dealul Duhovnei, Dealul Vărănic, Gura Văii - Vârciorova, Locul fosilifer Bahna, Locul fosilifer Svinița, Parcul Național Cheile Nerei - Beușnița, Parcul Natural Porțile de Fier, Râpa cu lăstuni din Valea Divici, Rezervația naturală Baziaș, Valea Oglănicului, Valea Mare | Dunărea la Dubova                                         |
| Munții Apuseni-Vlădeasa                                  | Alba Cluj Bihor                    | 92.859,8       | ROSPA0081     | Avenul Borțigului, Complexul Carstic din Valea Ponorului, Cheile Albacului, Cheile Gârdișoarei, Cheile Ordâncușei, Fâneața Izvoarelor Crișul Pietros, Groapa de la Bârsa, Groapa Ruginoasa, Izbucul Tăuzului, Izbucul Cotețul Dobreștilor, Izbucul Mătișești, Molhașul Mare de la Izbuc, Parcul Natural Apuseni, Piatra Bulzului, Pietrele Galbenei, Peștera Cetatea Rădesei, Peștera Vârfurașu, Peștera Poarta lui Ionele, Peștera Mare de pe Valea Firei, Peștera Scărișoara, Peștera Ghețarul de la Vârtop, Peștera din Piatra Ponorului, Peștera Coiba Mare, Pietrele Boghii, Poiana Florilor, Platoul Carstic Padiș, Platoul Carstic Lumea Pierdută, Valea Galbenei, Valea Sighiștelului, Vârful Buteasa, Vârful Biserica Moțului | Cheile Ordâncușei                                         |
| Munții Bodoc - Baraolt                                   | Brașov Covasna Harghita            | 56.646,2       | ROSPA0082     | Tinovul Mohoș | Munții Baraolt                                            |
| Munții Ciucului (sit SCI)                                | Harghita                           | 60,045         | ROSCI0323     | Parcul Național Cheile Bicazului - Hășmaș | Hăghimașul Mare (sau Hășmașul Mare) și Piatra Singuratică |
| Munții Făgăraș (sit SCI)                                 | Argeș Brașov Sibiu Vâlcea          | 198.620,5      | ROSCI0122     | Avenul Piciorul Boului, Golul alpin Valea Rea - Zârna, Golul alpin Moldoveanu - Capra, Golul Alpin al Munților Făgăraș între Podragu - Suru, Lacul Buda, Lacul Hârtop I, Lacul Hârtop II, Lacul Jgheburoasa, Lacul Mănăstirii, Lacul Iezer, Munții Făgăraș, Lacul Scărișoara Galbenă, Parcul Național Piatra Craiului, Peștera de la Piscul Negru, Valea Bâlii | Munții Făgăraș                                            |
| Munții Gutâi                                             | Maramureș                          | 28.439,2       | ROSPA0134     | Creasta Cocoșului, Rezervația fosiliferă Chiuzbaia, Mlaștina Iezerul Mare, Mlaștina Poiana Brazilor, Mlaștinile Vlășinescu, Tăul lui Dumitru | Creasta Cocosului                                         |
| Munții Maramureșului (sit SCI)                           | Maramureș                          | 106.867,9      | ROSCI0124     | Cornu Nedeii - Ciungii Bălăsinii, Poiana cu narcise Tomnatec - Sehleanu, Stâncăriile Sâlhoi - Zâmbroslavele, Parcul Natural Munții Maramureșului, Vârful Farcău - Lacul Vinderelu - Vârful Mihăilecu | Munții Maramureșului, Vârful Farcău                       |
| Munții Maramureșului (sit SPA)                           | Maramureș Suceava                  | 71.047,5       | ROSPA0131     | Parcul Natural Munții Maramureșului, Cornu Nedeii - Ciungii Bălăsinii, Poiana cu narcise Tomnatec - Sehleanu, Stâncăriile Sâlhoi - Zâmbroslavele, Vârful Farcău - Lacul Vinderelu - Vârful Mihăilecu | Valea Vaserului                                           |
| Munții Măcinului (sit SCI)                               | Tulcea                             | 16.926,6       | ROSCI0123     | Parcul Național Munții Măcinului, Pădurea Valea Fagilor | Munții Măcinului                                          |
| Munții Rarău - Giumalău                                  | Suceava                            | 2.157          | ROSPA0083     | Codrul secular Slătioara, Fânațele montane Todirescu, Pietrele Doamnei | Aria naturală Pietrele Doamnei                            |
| Munții Rodnei (sit SPA)                                  | Bistrița-Năsăud Maramureș          | 54,819         | ROSPA0085     | Ineu - Lala, Izvoarele Mihăiesei, Peștera și izbucul Izvorul Albastru al Izei, Piatra Rea, Parcul Național Munții Rodnei | Munții Rodnei                                             |
| Munții Rodnei (sit SCI)                                  | Bistrița-Năsăud Maramureș          | 47,939         | ROSCI0125     | Ineu - Lala, Izvoarele Mihăiesei, Peștera și izbucul Izvorul Albastru al Izei, Piatra Rea, Parcul Național Munții Rodnei, Parcul Natural Munții Maramureșului | Munții Rodnei                                             |
| Munții Semenic - Cheile Carașului                        | Caraș-Severin                      | 36.213,5       | ROSPA0086     | Buhui - Mărghitaș, Cheile Gârliștei, Izvoarele Nerei, Parcul Național Cheile Nerei - Beușnița, Parcul Național Semenic - Cheile Carașului, Peștera Buhui, Peștera Comarnic, Peștera Popovăț | Râul Bei                                                  |
| Munții Țarcu (sit SCI)                                   | Caraș-Severin                      | 58.606,1       | ROSCI0126     | | Lacul Gura Apei, Munții Țarcu                             |
| Munții Trascăului                                        | Alba Cluj                          | 93.160,4       | ROSPA0087     | Cheile Gălzii, Cheile Geogelului, Cheile Piatra Bălții, Cheile Întregalde, Cheile Vălișoarei, Cheile Pravului, Cheile Tecșeștilor, Cheile Plaiului, Cheile Siloșului, Cheile Râmețului, Cheile Poșăgii, Cheile Turzii, Cheile Turenilor, Cheile Runcului, Cheile Pociovaliștei, Cheile Ampoiței, Cheile Găldiței și Turcului, Cheile Văii Cetii, Iezerul Ighiel, Laricetul de la Vidolm, Pârâul Bobii, Pădurea Sloboda, Poienile cu narcise de la Tecșești, Piatra Cetii, Peștera Huda lui Papară, Șesul Craiului - Scărița-Belioara, Vânătările Ponorului | Cheile Mănăstirii                                         |
| Munții Retezat (sit SPA)                                 | Caraș-Severin Gorj Hunedoara       | 38,316         | ROSPA0084     | Geoparcul Dinozaurilor „Țara Hațegului”, Parcul Național Domogled - Valea Cernei, Parcul Național Retezat, Peștera Zeicului, Peștera cu Corali, Rezervația științifică Gemenele | Rewtezat                                                  |
| Munții Vrancei (sit SPA)                                 | Vrancea                            | 38.190         | ROSPA0088     | Cascada Putnei, Groapa cu Pini, Muntele Goru, Parcul Natural Putna - Vrancea, Pădurea Lepșa - Zboina, Strâmtura - Coza, Valea Tișiței | Cascada Putnei                                            |
| Muntele Mare (sit SCI)                                   | Alba Cluj                          | 1.643,8        | ROSCI0119     | | Bistra                                                    |
| Muntele Tâmpa                                            | Brașov                             | 206,5          | ROSCI0120     | Tâmpa | Tâmpa                                                     |
| Muntele Vulcan (sit SCI)                                 | Alba Hunedoara                     | 104,6          | ROSCI0121     | Muntele Vâlcan | Muntele Vâlcan                                            |
| Muntioru Ursoaia                                         | Buzău                              | 155,9          | ROSCI0127     | | Situl la Bisoca                                           |
| Mureșul Mijlociu - Cugir                                 | Alba                               | 356,6          | ROSCI0419     | | Situl la Acmariu                                          |
| Muscelele Argeșului                                      | Argeș                              | 10.040         | ROSCI0326     | | Muscelele Argeșului (imagine din sit)                     |
| Nădab - Socodor - Vărșad                                 | Arad                               | 7.802,6        | ROSCI0231     | Rezervația de soluri sărăturate |                                                           |
| Nemira - Lapoș                                           | Bacău Covasna Harghita             | 9.980,2        | ROSCI0327     | | Situl la Asău                                             |
| Nisipurile de la Dăbuleni                                | Dolj Olt                           | 11.009,2       | ROSPA0135     | Casa Pădurii din Pădurea Potelu |                                                           |
| Nordul Gorjului de Est                                   | Gorj Hunedoara Vâlcea              | 49,201         | ROSCI0128     | Cheile Oltețului și Peștera Polovragi, Parcul Național Defileul Jiului, Pădurea Bărcului, Peștera Iedului, Peștera Muierilor | Cheile Oltețului                                          |
| Nordul Gorjului de Vest                                  | Gorj Hunedoara                     | 86.980,5       | ROSCI0129     | Cheile Sohodolului, Cornetul Pocruiei, Cotul cu Aluni, Dealul Gornăcelu, Izvoarele Izvernei, Izbucul Jaleșului, Muntele Oslea, Parcul Național Defileul Jiului, Parcul Național Domogled - Valea Cernei, Pădurea Tismana-Pocruia, Piatra Andreaua, Peștera Gura Plaiului, Rezervația botanică Cioclovina | Goravița                                                  |
| Obcina Feredeului (sit SPA)                              | Suceava                            | 63.757,5       | ROSPA0089     | | Situl la Valea Putnei                                     |
| Obcinele Bucovinei                                       | Suceava                            | 32.209,1       | ROSCI0328     | | Obcina Mare                                               |
| Oituz - Ojdula                                           | Covasna                            | 15.343,7       | ROSCI0130     | Parcul Natural Putna - Vrancea | Covasna, Comandău                                         |
| Oltenița - Mostiștea - Chiciu                            | Călărași                           | 11.521,2       | ROSCI0131     | |                                                           |
| Oltenița - Ulmeni                                        | Călărași                           | 12,405         | ROSPA0136     | | Situl la Oltenița                                         |
| Oltul Mijlociu - Cibin - Hârtibaciu                      | Brașov Sibiu Vâlcea                | 2.910,5        | ROSCI0132     | |                                                           |
| Oltul Superior                                           | Brașov Covasna                     | 1.537,6        | ROSCI0329     | |                                                           |
| Ostrovu Lung - Gostinu                                   | Giurgiu                            | 2,544          | ROSPA0090     | |                                                           |
| Oprănești                                                | Mehedinți                          | 1.339,7        | ROSCI0420     | | Situl la Prunișor                                         |
| Oșești - Bârzești                                        | Vaslui                             | 1.443,3        | ROSCI0330     | |                                                           |
| Pajiștile Balda - Frata - Miheșu de Câmpie               | Cluj Mureș                         | 202,2          | ROSCI0331     | |                                                           |
| Pajiștea Ciacova                                         | Arad                               | 41,9           | ROSCI0346     | |                                                           |
| Pajiștea Cenad                                           | Arad                               | 5.965,3        | ROSCI0345     | |                                                           |
| Pajiștea Fegernic                                        | Bihor                              | 299,6          | ROSCI0347     | |                                                           |
| Pajiștea Jebel                                           | Timiș                              | 293,6          | ROSCI0348     | |                                                           |
| Pajiștile de la Liteni - Săvădisla                       | Cluj                               | 2.424,6        | ROSCI0427     | | Situl la Săvădisla                                        |
| Pajiștile de la Mănărade                                 | Alba                               | 298,1          | ROSCI0428     | | Situl la Valea Lungă                                      |
| Pajiștile de la Moriști și Cojocna                       | Cluj                               | 89,6           | ROSCI0429     | | Situl la Iuriu de Câmpie                                  |
| Pajiștea Pesac                                           | Timiș                              | 146            | ROSCI0349     | |                                                           |
| Pajiștile lui Suciu                                      | Alba                               | 16.017,4       | ROSCI0187     | |                                                           |
| Pajiștile Sărmășel - Milaș - Urmeniș                     | BN Cluj Mureș                      | 1.127,1        | ROSCI0333     | |                                                           |
| Pajiștile dintre Șeica Mare și Veșeud                    | Sibiu                              | 332,7          | ROSCI0431     | | Situl la Mighindoala                                      |
| Pajiștile de la Tiur                                     | Alba                               | 376,3          | ROSCI0430     | |                                                           |
| Parâng (sit SCI)                                         | Gorj Hunedoara Vâlcea              | 30,29          | ROSCI0188     | Căldarea Gâlcescu, Cheile Jiețului, Iezerul Latorița, Piatra Crinului, Parcul Național Defileul Jiului, Piatra Crinului, Rezervația Miru-Bora | Parâng                                                    |
| Pârâul Barlangos                                         | Harghita                           | 66,4           | ROSCI0189     | Peștera Șugău |                                                           |
| Pădurea Babadag                                          | Tulcea                             | 57,912         | ROSPA0091     | Pădurea Babadag - Codru, Rezervația naturală Dealul Bujorului, Rezervația de liliac Valea Oilor, Rezervația botanică Korum Tarla, Rezervația de liliac Fântâna Mare, Vârful Secarul |                                                           |
| Pădurea Balta - Munteni                                  | Galați                             | 85,8           | ROSCI0134     | |                                                           |
| Pădurea Bârnova                                          | Iași Vaslui                        | 12.684,8       | ROSPA0092     | Locul fosilifer Dealul Repedea, Poieni - Cărbunăriei, Pădurea Pietrosu | Pădurea Pietrosu                                          |
| Pădurea Bârnova - Repedea                                | Iași                               | 12.236,2       | ROSCI0135     | Locul fosilifer Dealul Repedea, Poieni - Cărbunăriei, Pădurea Pietrosu, Poiana cu Schit | Locul fosilifer Dealul Repedea                            |
| Pădurea Bădeana (sit SCI)                                | Vaslui                             | 62,3           | ROSCI0133     | Pădurea Bădeana |                                                           |
| Pădurea Bălteni - Hârboanca                              | Vaslui                             | 535,2          | ROSCI0158     | Pădurea Hârboanca, Pădurea Bălteni |                                                           |
| Pădurea Bejan (sit SCI)                                  | Hunedoara                          | 98,2           | ROSCI0136     | Pădurea Bejan | Situl la Cârjiți                                          |
| Pădurea Bogății                                          | Brașov                             | 6,34           | ROSCI0137     | Cheile Dopca, Cotul Turzunului, Pădurea Bogății | Pădurea Bogății                                           |
| Pădurea Bogata                                           | Brașov                             | 6,34           | ROSPA0093     | Cheile Dopca, Pădurea Bogății | Pădurea Bogății                                           |
| Pădurea Bolintin                                         | Giurgiu                            | 5,638          | ROSCI0138     | |                                                           |
| Pădurea Breana - Roșcani (sit SCI)                       | Galați                             | 155            | ROSCI0139     | Pădurea Breana - Roșcani |                                                           |
| Pădurea Călugărească (sit SCI)                           | Olt                                | 676,7          | ROSCI0140     | Pădurea Călugărească, Rezervația de bujori a Academiei |                                                           |
| Pădurea Buciumeni - Homocea                              | Galați Vrancea                     | 4.987,2        | ROSCI0334     | Pădurea Buciumeni |                                                           |
| Pădurea celor Două Veverițe                              | Maramureș                          | 196,6          | ROSCI0421     | | Situl la Săsar                                            |
| Pădurea Ciornohal                                        | Botoșani                           | 274,3          | ROSCI0141     | Pădurea Ciornohal |                                                           |
| Pădurea Dandara - Corneanca                              | Giurgiu Teleorman                  | 546,8          | ROSCI0422     | |                                                           |
| Pădurea Dălhăuți                                         | Vrancea                            | 201,2          | ROSCI0142     | Pădurea Schitu - Dălhăuți |                                                           |
| Pădurea Dobrina - Huși                                   | Vaslui                             | 8.448,5        | ROSCI0335     | |                                                           |
| Pădurea Dorobanțul                                       | Județul Teleorman                  | 647,3          | ROSCI0423     | |                                                           |
| Pădurea Dumbrava                                         | Timiș                              | 1,819          | ROSCI0336     | |                                                           |
| Pădurea Eseschioi - Lacul Bugeac                         | Constanța                          | 2.942,8        | ROSCI0149     | Pădurea Esechioi |                                                           |
| Pădurile din Silvostepa Mostiștei                        | Călărași                           | 2.115,3        | ROSCI0343     | |                                                           |
| Pădurea de gorun și stejar de la Dosul Fânațului         | Brașov                             | 105,1          | ROSCI0143     | |                                                           |
| Pădurea de gorun și stejar de pe Dealul Purcărețului     | Brașov                             | 42,5           | ROSCI0144     | |                                                           |
| Pădurile din Sudul Piemontului Cândești                  | Dâmbovița                          | 4.317,1        | ROSCI0344     | |                                                           |
| Pădurea de la Alparea                                    | Bihor                              | 455,9          | ROSCI0145     | Pădurea cu narcise de la Oșorhei |                                                           |
| Pădurea Neudorfului                                      | Arad                               | 4.503,6        | ROSCI0337     | |                                                           |
| Pădurea de stejar pufos de la Hoia                       | Cluj                               | 12             | ROSCI0146     | |                                                           |
| Pădurea de stejar pufos de la Mirăslău                   | Alba                               | 56,5           | ROSCI0147     | |                                                           |
| Pădurea de stejar pufos de la Petiș                      | Sibiu                              | 92,7           | ROSCI0148     | |                                                           |
| Pădurile de stejar pufos de pe Târnava Mare              | Mureș Sibiu                        | 234,5          | ROSCI0186     | |                                                           |
| Pădurea Floreanu - Frumușica - Ciurea (sit SCI)          | Iași Neamț                         | 18.917,2       | ROSCI0152     | Pădurea Frumușica |                                                           |
| Pădurea Floreanu - Frumușica - Ciurea (sit SPA)          | Iași Neamț                         | 18.917,2       | ROSPA0163     | Pădurea Frumușica |                                                           |
| Pădurea Gârboavele                                       | Galați                             | 219,8          | ROSCI0151     | Pădurea Gârboavele |                                                           |
| Pădurea Glodeni                                          | Mureș                              | 1.172,3        | ROSCI0154     | |                                                           |
| Pădurea Glodeasa                                         | Prahova                            | 544            | ROSCI0153     | |                                                           |
| Pădurea Goroniște                                        | Bihor                              | 952,5          | ROSCI0155     | Poiana cu narcise de la Goroniște |                                                           |
| Munții Goșman                                            | Neamț                              | 17,152         | ROSCI0156     | Locul fosilifer Cernegura, Pădurea Goșman | Munții Tarcăului de sub Cernegura                         |
| Pădurea Hagieni (sit SPA)                                | Constanța                          | 1.414,8        | ROSPA0094     | Pădurea Hagieni |                                                           |
| Pădurea Hagieni - Cotul Văii                             | Constanța                          | 3.680,1        | ROSCI0157     | Pădurea Hagieni |                                                           |
| Pădurea Homița                                           | Iași                               | 61,2           | ROSCI0159     | |                                                           |
| Pădurea Icușeni (sit SCI)                                | Iași                               | 9,9            | ROSCI0160     | Pădurea Icușeni |                                                           |
| Pădurea Macedonia                                        | Timiș                              | 4.583,2        | ROSPA0095     | |                                                           |
| Pădurea Medeleni (sit SCI)                               | Iași                               | 129,8          | ROSCI0161     | Pădurea Medeleni, Rezervația acvatică Râul Prut | Jijia                                                     |
| Pădurea Mogoș - Mâțele                                   | Galați                             | 65,5           | ROSCI0163     | |                                                           |
| Pădurea Paniova                                          | Timiș                              | 1.908,9        | ROSCI0338     | |                                                           |
| Pădurea Pogănești (sit SCI)                              | Galați                             | 173,5          | ROSCI0165     | Pădurea Pogănești |                                                           |
| Pădurea Povernii - Valea Cernița                         | Alba Hunedoara                     | 895,1          | ROSCI0339     | |                                                           |
| Pădurea și pajiștile de la Mârzești                      | Iași                               | 202,1          | ROSCI0171     | |                                                           |
| Pădurea Miclești                                         | Iași Vaslui                        | 8.604,7        | ROSPA0096     | |                                                           |
| Pădurea Pătrăuți                                         | Suceava                            | 8.772,3        | ROSCI0075     | Făgetul Dragomirna, Pădurea Crujana | Situl la Pătrăuți                                         |
| Pădurea Plopeni                                          | Prahova                            | 140,8          | ROSCI0164     | |                                                           |
| Pădurea Radomir                                          | Dolj Olt                           | 1.244,4        | ROSPA0137     | |                                                           |
| Pădurea Reșca Hotărani                                   | Olt                                | 1.647,6        | ROSCI0166     | Pădurea Reșca |                                                           |
| Pădurea Roșcani (sit SCI)                                | Iași                               | 63,5           | ROSCI0167     | Pădurea Roșcani |                                                           |
| Pădurea și Lacul Mărgineni                               | Neamț                              | 2.230,4        | ROSCI0424     | | Situl la Certeni                                          |
| Pădurea și Lacul Stolnici                                | Argeș                              | 4.987,2        | ROSCI0341     | |                                                           |
| Pădurea Sarului                                          | Olt Vâlcea                         | 6.770,3        | ROSCI0168     | |                                                           |
| Pădurea Seaca - Movileni                                 | Vaslui                             | 50,7           | ROSCI0169     | Pădurea Seaca-Movileni |                                                           |
| Pădurea Stârmina (sit SCI)                               | Mehedinți                          | 2.779,8        | ROSCI0173     | Pădurea Bunget, Pădurea Stârmina |                                                           |
| Pădurea Studinița                                        | Olt                                | 66,4           | ROSCI0174     | |                                                           |
| Pădurea Șemița                                           | Timiș                              | 243,7          | ROSCI0425     | |                                                           |
| Pădurea Ștorobăneasa                                     | Teleorman                          | 417,7          | ROSCI0426     | |                                                           |
| Pădurea și Valea Canaraua Fetii - Iortmac                | Constanța                          | 13.636,7       | ROSCI0172     | Pădurea Canareaua Fetii |                                                           |
| Pădurea Târgu Mureș                                      | Mureș                              | 570,4          | ROSCI0342     | | Situl la Dâmbu Pietros                                    |
| Pădurea Troianu                                          | Teleorman                          | 78,7           | ROSCI0179     | Rezervația naturală Pădurea Troianu |                                                           |
| Pădurea și mlaștinile eutrofe de la Prejmer (sit SCI)    | Brașov                             | 350,1          | ROSCI0170     | Pădurea și mlaștinile eutrofe de la Prejmer | Pădurea și mlaștinile eutrofe de la Prejmer.jpg           |
| Păduricea de la Santău                                   | Bihor                              | 87,1           | ROSCI0185     | |                                                           |
| Pădurea Tălășmani                                        | Galați                             | 54,3           | ROSCI0175     | Pădurea Tălășmani |                                                           |
| Pădurea Tătăruși (sit SCI)                               | Iași                               | 53,2           | ROSCI0176     | Pădurea Tătăruși |                                                           |
| Pădurea Topana                                           | Olt                                | 894            | ROSCI0177     | |                                                           |
| Pădurea Torcești                                         | Galați                             | 132,1          | ROSCI0178     | |                                                           |
| Pădurea Uricani (sit SCI)                                | Iași                               | 114            | ROSCI0181     | Pădurea Uricani | Pădurea Uricani                                           |
| Pădurea Verdele                                          | Vrancea                            | 282,3          | ROSCI0182     | Pădurea Verdele - Cheile Nărujei II |                                                           |
| Pădurea Vlădila                                          | Olt                                | 406,8          | ROSCI0183     | |                                                           |
| Pădurea Zamostea - Lunca (sit SCI)                       | Botoșani Suceava                   | 320,4          | ROSCI0184     | Pădurea Zamostea - Lunca |                                                           |
| Perșani                                                  | Brașov                             | 2.261          | ROSCI0352     | | Situl la Șinca                                            |
| Peștera - Deleni                                         | Constanța                          | 2.549,3        | ROSCI0353     | | Situl la Deleni                                           |
| Peștera Limanu (sit SCI)                                 | Constanța                          | 21,4           | ROSCI0191     | Peștera Limanu | Peștera Limanu                                            |
| Peștera Măgurici (sit SCI)                               | Maramureș Sălaj                    | 90,1           | ROSCI0192     | Peștera Măgurici |                                                           |
| Peștera Tăușoare                                         | Bistrița-Năsăud                    | 131,3          | ROSCI0193     | Peștera Izvorul Tăușoarelor |                                                           |
| Penteleu                                                 | Buzău                              | 11.268         | ROSCI0190     | | Penteleu                                                  |
| Pescăria Cefa - Pădurea Rădvani                          | Bihor                              | 12.093,3       | ROSPA0097     | Colonia de păsări de la Pădurea Rădvani, Parcul Natural Cefa |                                                           |
| Pescăria Nădlac                                          | Arad                               | 134,9          | ROSPA0164     | |                                                           |
| Piatra Craiului (sit SCI)                                | Argeș Brașov                       | 15.904,8       | ROSCI0194     | Avenul din Grind, Cheile Zărneștilor, Parcul Național Piatra Craiului, Peștera Dâmbovicioara, Peștera Stanciului, Peștera Uluce, Zona carstică Dâmbovicioara - Brusturet | Piatra Craiului                                           |
| Piatra Craiului (sit SPA)                                | Argeș Brașov                       | 15.904,8       | ROSPA0165     | Avenul din Grind, Cheile Zărneștilor, Parcul Național Piatra Craiului, Peștera Dâmbovicioara, Peștera Stanciului, Peștera Uluce, Zona carstică Dâmbovicioara - Brusturet | Situl la Măgura                                           |
| Piatra Mare                                              | Brașov                             | 4.281,4        | ROSCI0195     | | Canionul Șapte Scări, Piatra Mare                         |
| Piatra Șoimului - Scorțeni - Gîrleni                     | Bacău Neamț                        | 37.383,7       | ROSPA0138     | Pădurea Arsura |                                                           |
| Piemontul Făgăraș                                        | Brașov Sibiu                       | 71.201,7       | ROSPA0098     | Calcarele eocene de la Turnu Roșu - Porcești, Golul Alpin al Munților Făgăraș între Podragu - Suru, Poienile cu narcise din Dumbrava Vadului, Valea Bâlii | Munții Făgăraș                                            |
| Piemontul Munților Metaliferi - Vințu                    | Alba Hunedoara                     | 8.369,7        | ROSPA0139     | Măgura Uroiului | Măgura Uroiului                                           |
| Pietrosul Broștenilor - Cheile Zugrenilor                | Suceava                            | 456            | ROSCI0196     | Cheile Zugrenilor | Munții Stânișoarei                                        |
| Plaja submersă Eforie Nord - Eforie Sud                  | Constanța                          | 5.716,7        | ROSCI0197     | |                                                           |
| Platforma Cotmeana                                       | Argeș Olt Vâlcea                   | 12.554,4       | ROSCI0354     | |                                                           |
| Platoul Mehedinți                                        | Gorj Mehedinți                     | 53.555,9       | ROSCI0198     | Complexul carstic de la Ponoarele, Cornetul Babelor și Cerboanei, Cornetul Piatra Încălecată, Cheile Topolniței și Peștera Topolniței, Cornetul Bălții, Cornetul Văii și Valea Mănăstirii, Geoparcul Platoul Mehedinți, Izvorul și stâncăriile de la Câmana, Pădurea Borovăț, Pădurea Drăghiceanu, Pădurea de liliac Ponoarele, Pădurea Gorganu, Pereții calcaroși de la Izvoarele Coșuștei, Piatra Cloșanilor, Parcul Național Domogled - Valea Cernei, Parcul Natural Porțile de Fier, Peștera Epuran, Peștera Lazului, Pădurea Borovăț, Rezervația Domogled, Tufărișurile mediteraneene de la Isverna, Vârful lui Stan | Complexul carstic de la Ponoarele - Lacul Zătonu Mic      |
| Platoul Meledic (sit SCI)                                | Buzău                              | 163,4          | ROSCI0199     | Platoul Meledic | Platoul Meledic                                           |
| Platoul Vașcău                                           | Bihor                              | 5.001,3        | ROSCI0200     | Avenul Câmpeneasa cu Izbucul Boiu, Izbucul intermitent de la Călugări | Avenul Câmpeneasa                                         |
| Plopeni - Chirnogeni                                     | Constanța                          | 137,2          | ROSPA0166     | |                                                           |
| Podișul Hârtibaciului (sit SPA)                          | Brașov Mureș Sibiu                 | 237.779,8      | ROSPA0099     | |                                                           |
| Podișul Lipovei - Poiana Ruscă                           | Arad Caraș-Severin Hunedoara Timiș | 35.974,8       | ROSCI0355     | | Imagine din sit                                           |
| Podișul Nord Dobrogean                                   | Tulcea                             | 84,875         | ROSCI0201     | Pădurea Babadag - Codru, Rezervația botanică Korum Tarla, Rezervația naturală Dealul Bujorului, Rezervația de liliac Valea Oilor, Vârful Secarul |                                                           |
| Podișul Secașelor (sit SCI)                              | Alba Sibiu                         | 7,004          | ROSCI0211     | Râpa Roșie | Situl la Râpa Roșie                                       |
| Poiana cu narcise de la Negrași                          | Argeș                              | 4,6            | ROSCI0203     | Poiana cu narcise Negrași |                                                           |
| Poienile cu narcise de la Dumbrava Vadului               | Brașov                             | 401,9          | ROSCI0205     | Poienile cu narcise din Dumbrava Vadului | Cocoroțea                                                 |
| Poiana Muntioru (sit SCI)                                | Vrancea                            | 24             | ROSCI0204     | Poiana Muntioru |                                                           |
| Poienile de la Șard                                      | Cluj                               | 50,4           | ROSCI0356     | |                                                           |
| Porțile de Fier (sit SCI)                                | Caraș-Severin Mehedinți            | 125.502,5      | ROSCI0206     | Cazanele Dunării, Cracul Găioara, Cracul Crucii, Dealul Duhovnei, Dealul Vărănic, Geoparcul Platoul Mehedinți, Gura Văii - Vârciorova, Locul fosilifer Bahna, Locul fosilifer Svinița, Parcul Natural Porțile de Fier, Râpa cu lăstuni din Valea Divici, Rezervația naturală Baziaș, Valea Oglănicului | Situl la Dubova                                           |
| Postăvarul                                               | Brașov                             | 1.288,2        | ROSCI0207     | Masivul Postăvarul | Postăvarul                                                |
| Porumbeni                                                | Harghita Mureș                     | 7.051,7        | ROSCI0357     | Lacul Rat, Vulcanii noroioși de la Filiaș |                                                           |
| Pricop - Huta - Certeze                                  | Maramureș Satu-Mare                | 3.168,8        | ROSCI0358     | | Situl la Bixad                                            |
| Prigoria - Bengești                                      | Gorj                               | 2.457,7        | ROSCI0359     | | Situl la Bumbești                                         |
| Prunișor                                                 | Mehedinți                          | 1.900,4        | ROSCI0432     | | Situl la Tâmna (râul Hușnița)                             |
| Putna - Vrancea                                          | Vrancea                            | 38.060,2       | ROSCI0208     | Cascada Putnei, Groapa cu Pini, Muntele Goru, Parcul Natural Putna - Vrancea, Pădurea Lepșa - Zboina, Strâmtura - Coza, Valea Tișiței | Cascada Putnei                                            |
| Racâș - Hida                                             | Sălaj                              | 239,7          | ROSCI0209     | Poiana cu narcise de la Racâș-Hida |                                                           |
| Rarău - Giumalău                                         | Suceava                            | 2.526,8        | ROSCI0212     | Codrul secular Giumalău, Codrul secular Slătioara, Fânațele montane Todirescu, Pietrele Doamnei | Codrul secular Slătioara                                  |
| Râpa Lechința                                            | Mureș                              | 323,6          | ROSCI0210     | | Situl la Iernut                                           |
| Râul Bârlad între Zorleni și Gura Gârbăvoțului (sit SCI) | Galați Vaslui                      | 2.478,8        | ROSCI0360     | | Situl la Grăjdeni                                         |
| Râul Bârlad între Zorleni și Gura Gărbăvoțului (sit SPA) | Galați Vaslui                      | 2.339,7        | ROSPA0167     | |                                                           |
| Râul Caraș                                               | Caraș-Severin                      | 536,7          | ROSCI0361     | | Imagine din sit                                           |
| Râul Gilort                                              | Gorj                               | 857,8          | ROSCI0362     | | Situl la Târgu Cărbunești                                 |
| Râul Moldova între Oniceni și Mitești                    | Iași Neamț Suceava                 | 3.361,5        | ROSCI0363     | |                                                           |
| Râul Moldova între Tupilați și Roman                     | Neamț                              | 4.718,8        | ROSCI0364     | |                                                           |
| Râul Moldova între Păltinoasa și Ruși                    | Neamț Suceava                      | 5.329,7        | ROSCI0365     | |                                                           |
| Râul Motru                                               | Gorj Mehedinți                     | 1.871,2        | ROSCI0366     | |                                                           |
| Râul Mureș între Brănișca și Ilia                        | Hunedoara                          | 1.855,5        | ROSCI0373     | | Situl la Bărăști                                          |
| Râul Mureș între Morești și Ogra                         | Mureș                              | 640,8          | ROSCI0367     | | Imagine din sit                                           |
| Râul Mureș între Iernuțeni și Periș                      | Mureș                              | 235,9          | ROSCI0369     | | Situl la Ilioara                                          |
| Râul Mureș între Lipova și Păuliș                        | Arad                               | 608,6          | ROSCI0370     | | Situl la Lipova                                           |
| Râul Mureș între Deda și Reghin                          | Mureș                              | 470,8          | ROSCI0368     | | Imagine din sit                                           |
| Râul Negru                                               | Covasna                            | 2.314,5        | ROSCI0374     | | Situl la Boroșneu Mare                                    |
| Râul Nera între Bozovici și Moceriș                      | Caraș-Severin                      | 396,5          | ROSCI0375     | Izvorul Bigăr |                                                           |
| Râul Olt între Mărunței și Turnu Măgurele                | Olt Teleorman                      | 12.217,2       | ROSCI0376     | | Situl la Islaz                                            |
| Râul Prut (sit SCI)                                      | Galați Iași Vaslui                 | 10.583,4       | ROSCI0213     | Cotul Bran pe Râul Prut, Parcul Natural Lunca Joasă a Prutului Inferior, Râul Prut | Râul Prut                                                 |
| Râul Prut (sit SPA)                                      | Iași Vaslui                        | 7.659,2        | ROSPA0168     | Cotul Bran pe Râul Prut, Parcul Natural Lunca Joasă a Prutului Inferior, Râul Prut | Râul Prut                                                 |
| Râul Putna                                               | Vrancea                            | 647,5          | ROSCI0377     | | Situl la Năruja                                           |
| Râul Siret între Pașcani și Roman                        | Iași Neamț                         | 3.750,8        | ROSCI0378     | | Situl la Mircești                                         |
| Râul Suceava                                             | Suceava                            | 1.099,2        | ROSCI0379     | | Situl la Țibeni                                           |
| Râul Suceava Liteni                                      | Suceava                            | 1.253,9        | ROSCI0380     | | Situl la Mănăstioara                                      |
| Râul Târgului - Argeșel - Râușor                         | Argeș                              | 13.175,9       | ROSCI0381     | | Situl la Nămăești                                         |
| Râul Târnava Mare între Copșa Mică și Mihalț             | Alba Sibiu                         | 888,7          | ROSCI0382     | | Situl la Mihalț                                           |
| Râul Tur                                                 | Satu Mare                          | 20.537,8       | ROSCI0214     | Cursul inferior al Râului Tur | Râul Tur                                                  |
| Râul Târnava Mare între Odorheiu Secuiesc și Vânători    | Harghita Mureș                     | 448,2          | ROSCI0383     | | Situl la Feleag                                           |
| Râul Târnava Mică                                        | Mureș                              | 315,5          | ROSCI0384     | | Situl la Idrifaia                                         |
| Râul Timiș între Rusca și Prisaca                        | Caraș-Severin                      | 1.400,4        | ROSCI0385     | | Situl la Lindenfeld                                       |
| Râul Vedea                                               | Argeș Olt                          | 9.157,6        | ROSCI0386     | | Situl la Peretu                                           |
| Recifii Jurasici Cheia                                   | Constanța                          | 5.654,5        | ROSCI0215     | Masivul Geologic Cheia, Peștera La Adam, Peștera Gura Dobrogei |                                                           |
| Reghiu Scruntar                                          | Vrancea                            | 127,6          | ROSCI0216     | Pădurea Reghiu - Scruntaru |                                                           |
| Retezat (sit SCI)                                        | Caraș-Severin Gorj Hunedoara       | 43.528,5       | ROSCI0217     | Calcarele de la Fața Fetii, Geoparcul Dinozaurilor „Țara Hațegului”, Parcul Național Domogled - Valea Cernei, Parcul Național Retezat, Peștera cu Corali, Peștera Zeicului, Rezervația științifică Gemenele | Retezat                                                   |
| Rusca Montană (sit SCI)                                  | Caraș-Severin                      | 12.771,8       | ROSCI0219     | Rusca Montană | Situl la Lunca Cernii de Jos                              |
| Salonta                                                  | Bihor                              | 3.792,3        | ROSCI0387     | |                                                           |
| Săcuieni                                                 | Bihor                              | 741,4          | ROSCI0220     | Lacul Cicoș |                                                           |
| Sărăturile Diniaș                                        | Timiș                              | 1.052,5        | ROSCI0390     | |                                                           |
| Sărăturile de la Foeni - Grăniceri                       | Timiș                              | 195,4          | ROSCI0388     | |                                                           |
| Sărăturile din Valea Ilenei (sit SCI)                    | Iași                               | 108,5          | ROSCI0221     | Sărăturile de la Valea Ilenei |                                                           |
| Sărăturile Jijia Inferioară - Prut                       | Iași                               | 10.667,1       | ROSCI0222     | Balta Teiva Vișina |                                                           |
| Sărăturile Ocna Veche                                    | Cluj                               | 140,3          | ROSCI0223     | Sărăturile și Ocna Veche | Sărăturile Ocna Veche                                     |
| Sărăturile de la Gura Ialomiței - Mihai Bravu            | Brăila Ialomița                    | 3.488,6        | ROSCI0389     | |                                                           |
| Seaca                                                    | Teleorman                          | 107,4          | ROSCI0433     | |                                                           |
| Scroviștea (sit SCI)                                     | Ilfov                              | 3,347          | ROSCI0224     | |                                                           |
| Scroviștea (sit SPA)                                     | Dâmbovița Ilfov Prahova            | 3,347          | ROSPA0140     | |                                                           |
| Seaca - Optășani                                         | Olt                                | 2.118,6        | ROSCI0225     | Pădurea Seaca - Optășani, Rezervația de arborete de gârniță |                                                           |
| Semenic - Cheile Carașului                               | Caraș-Severin                      | 37.458,7       | ROSCI0226     | Buhui - Mărghitaș, Cheile Carașului, Cheile Gârliștei, Izvoarele Carașului, Izvoarele Nerei, Parcul Național Cheile Nerei - Beușnița, Peștera Comarnic, Peștera Buhui, Peștera Popovăț |                                                           |
| Sighișoara - Târnava Mare                                | Brașov Harghita Mureș Sibiu        | 89.264,9       | ROSCI0227     | Stejarii seculari de la Breite, Rezervația de stejar pufos | Stejarii seculari de la Breite                            |
| Siretul Mijlociu - Bucecea                               | Botoșani Suceava                   | 586,7          | ROSCI0391     | | Situl la Bucecea                                          |
| Siretul Mijlociu                                         | Bacău                              | 2,969          | ROSCI0434     | |                                                           |
| Siriu (sit SCI)                                          | Covasna Buzău                      | 6.242,2        | ROSCI0229     | |                                                           |
| Silvostepa Olteniei                                      | Dolj Mehedinți                     | 9.295,3        | ROSCI0202     | Poiana Bujorului din Pădurea Plenița |                                                           |
| Șindrilița (sit SCI)                                     | Vrancea                            | 870,3          | ROSCI0228     | | Năruja                                                    |
| Slatina                                                  | Suceava                            | 144,6          | ROSCI0392     | | Situl la Slatina                                          |
| Slănic (sit SCI)                                         | Bacău                              | 1.393,4        | ROSCI0230     | |                                                           |
| Someșul între Rona și Țicău                              | Sălaj                              | 503,4          | ROSCI0435     | | Situl la Var                                              |
| Someșul Inferior                                         | Maramureș Satu Mare                | 2.201,6        | ROSCI0436     | | Situl la Săsar                                            |
| Someșul Mare                                             | Bistrița-Năsăud                    | 526,3          | ROSCI0393     | | Situl la Beclean                                          |
| Someșul Mare între Mica și Beclean                       | Bistrița-Năsăud Cluj               | 323,3          | ROSCI0437     | | Situl la Mănăstirea                                       |
| Someșul Mic                                              | Cluj                               | 144,6          | ROSCI0394     | | Situl la Mănăstirea                                       |
| Someșul Mare Superior                                    | Bistrița-Năsăud                    | 152            | ROSCI0232     | |                                                           |
| Someșul Rece (sit SCI)                                   | Cluj                               | 8.499,6        | ROSCI0233     | |                                                           |
| Soveja                                                   | Vrancea                            | 4,572          | ROSCI0395     | Parcul Natural Putna - Vrancea |                                                           |
| Spinoasa                                                 | Iași                               | 77,7           | ROSCI0438     | | Situl la Munteni                                          |
| Stânca Ștefănești                                        | Botoșani                           | 0,3            | ROSCI0234     | Stânca Ștefănești |                                                           |
| Stânca Tohani                                            | Prahova                            | 47,4           | ROSCI0235     | |                                                           |
| Stepa Casimcea                                           | Constanța Tulcea                   | 21.954,8       | ROSPA0100     | |                                                           |
| Stepa Saraiu - Horea                                     | Constanța                          | 4.127,1        | ROSPA0101     | |                                                           |
| Straja - Cumpăna                                         | Constanța                          | 1.099,8        | ROSCI0398     | |                                                           |
| Strei - Hațeg                                            | Hunedoara                          | 24.977,5       | ROSCI0236     | Fânațele Pui, Fânațele cu narcise Nucșoara, Geoparcul Dinozaurilor „Țara Hațegului”, Parcul Natural Grădiștea Muncelului - Cioclovina, Pădurea Slivuț, Peștera Șura Mare | Munții Șureanu                                            |
| Structuri marine metanogene - Sf. Gheorghe               | Constanța                          | 6.122          | ROSCI0237     | |                                                           |
| Suatu - Cojocna - Crairât                                | Cluj                               | 4.157,7        | ROSCI0238     | Fânațele Suatu I și II |                                                           |
| Suharău - Darabani                                       | Botoșani                           | 1.969,8        | ROSCI0399     | | Situl la Hudești                                          |
| Subcarpații Vrancei                                      | Buzău Vrancea                      | 35.753,5       | ROSPA0141     | Pădurea Schitu - Dălhăuți | Imagine din sit (Mănăstirea Dălhăuți)                     |
| Suhaia (sit SPA)                                         | Teleorman                          | 4,516          | ROSPA0102     | Balta Suhaia |                                                           |
| Șieu - Budac                                             | Bistrița-Năsăud                    | 857,5          | ROSCI0400     | | Situl la Arcalia                                          |
| Tășad (sit SCI)                                          | Bihor                              | 1,589          | ROSCI0240     | Calcarele tortoniene de la Tășad |                                                           |
| Târnovu Mare - Latorița                                  | Vâlcea                             | 1.361,8        | ROSCI0239     | Pădurea Latorița |                                                           |
| Teremia Mare - Tomnatic                                  | Timiș                              | 6.613,7        | ROSPA0142     | |                                                           |
| Tinovul Apa Roșie                                        | Covasna                            | 66,8           | ROSCI0242     | |                                                           |
| Tinovul Apa Lină - Honcsok (sit SCI)                     | Covasna Harghita                   | 7.830,1        | ROSCI0241     | Tinovul „Kicsi Romlásmezö” de la Plăieșii de Jos |                                                           |
| Tinovul Apa Lină - Honcsok (sit SPA)                     | Covasna Harghita                   | 7.830,1        | ROSPA0169     | Tinovul „Kicsi Romlásmezö” de la Plăieșii de Jos |                                                           |
| Tinovul Șarul Dornei (sit SCI)                           | Suceava                            | 41,8           | ROSCI0249     | Tinovul Șaru Dornei |                                                           |
| Tinovul de la Dealul Albinelor                           | Harghita                           | 29,6           | ROSCI0243     | |                                                           |
| Tinovul de la Fântâna Brazilor                           | Harghita                           | 41,5           | ROSCI0244     | |                                                           |
| Tinovul de la Românești                                  | Suceava                            | 21             | ROSCI0245     | |                                                           |
| Tinovul Luci (sit SCI)                                   | Harghita                           | 274,4          | ROSCI0246     | Tinovul Luci |                                                           |
| Tinovul Mare Poiana Stampei                              | Suceava                            | 695,9          | ROSCI0247     | Tinovul Poiana Stampei |                                                           |
| Tinovul Mohoș - Lacul Sf. Ana                            | Harghita                           | 434,4          | ROSCI0248     | Lacul Sfânta Ana, Tinovul Mohoș | Lacul Sfânta Ana                                          |
| Tisa Superioară (sit SCI)                                | Maramureș                          | 6,283          | ROSCI0251     | Parcul Natural Munții Maramureșului, Pădurea Ronișoara | Munții Maramureșului                                      |
| Tisa Superioară (sit SPA)                                | Maramureș                          | 2.862          | ROSPA0143     | Parcul Natural Munții Maramureșului |                                                           |
| Toplița - Scaunul Rotund Borsec                          | Harghita                           | 5.617,2        | ROSCI0252     | Scaunul Rotund | Scaunul Rotund                                            |
| Trascău                                                  | Alba Cluj                          | 49.963,5       | ROSCI0253     | Cheile Ampoiței, Cheile Caprei, Cheile Gălzii, Cheile Geogelului, Cheile Piatra Bălții, Cheile Întregalde, Cheile Vălișoarei, Cheile Mănăstirii, Cheile Pravului, Cheile Tecșeștilor, Cheile Plaiului, Cheile Piatra Bălții, Cheile Siloșului, Cheile Râmețului, Cheile Poșăgii, Cheile Runcului, Cheile Pociovaliștei, Cheile Ampoiței, Cheile Găldiței și Turcului, Iezerul Ighiel, Laricetul de la Vidolm, Pârâul Bobii, Pădurea Sloboda, Poienile cu narcise de la Tecșești, Poiana cu narcise de la Negrileasa, Piatra Cetii, Piatra Bulzului, Peștera Huda lui Papară, Șesul Craiului - Scărița-Belioara, Vânătările Ponorului                                                                                                   | Cheile Râmețului                                          |
| Tufurile calcaroase din Valea Bobâlna (sit SCI)          | Hunedoara                          | 18,6           | ROSCI0254     | Tufurile calcaroase din Valea Bobâlna |                                                           |
| Turbăria de la Dersca (sit SCI)                          | Botoșani                           | 19,4           | ROSCI0255     | Turbăria de la Dersca |                                                           |
| Turbăria Ruginosu Zagon                                  | Covasna                            | 350            | ROSCI0256     | Turbăria Ruginosu |                                                           |
| Turnu - Variașu                                          | Arad                               | 327,8          | ROSCI0401     | | Situl la Bodrog                                           |
| Tusa - Barcău                                            | Sălaj                              | 10,7           | ROSCI0257     | Rezervația peisagistică Tusa-Barcău | Rezervația peisagistică Tusa-Barcău                       |
| Ținutul Pădurenilor                                      | Hunedoara                          | 7,064          | ROSCI0250     | Codrii seculari pe Valea Dobrișoarei și Prisloapei | Ținutul Pădurenilor                                       |
| Uivar - Diniaș                                           | Timiș                              | 10,012         | ROSPA0144     | Sărăturile Diniaș |                                                           |
| Valea Alceului                                           | Bihor                              | 3.600,9        | ROSPA0103     | |                                                           |
| Valea Câlniștei                                          | Giurgiu Teleorman                  | 2.574,8        | ROSPA0146     | |                                                           |
| Valea Călmățuiului                                       | Brăila Buzău                       | 18.125,7       | ROSCI0259     | |                                                           |
| Valea Călmățuiului                                       | Brăila Buzău                       | 20.862,1       | ROSPA0145     | | Călmățui                                                  |
| Valea Cepelor                                            | Alba Bihor                         | 781,9          | ROSCI0260     | |                                                           |
| Valea Chiuruților                                        | Harghita                           | 1.245,2        | ROSCI0439     | | Situl la Gheorgheni                                       |
| Valea Elanului                                           | Vaslui                             | 357,5          | ROSPA0170     | |                                                           |
| Valea Florilor                                           | Cluj                               | 190            | ROSCI0261     | |                                                           |
| Valea Iadei (sit SCI)                                    | Bihor                              | 2.977,9        | ROSCI0262     | Vârful Cârligați, Valea Iadei cu Syringa josichaea |                                                           |
| Valea Ierii                                              | Cluj                               | 6.289,9        | ROSCI0263     | | Valea Ierii                                               |
| Valea Izei și Dealul Solovan (sit SCI)                   | Bistrița-Năsăud Maramureș          | 46.937,9       | ROSCI0264     | Arcer - Țibleș Bran, Peștera din Dealul Solovan, Peștera și izbucul Izvorul Albastru al Izei, | Munții Țibleș                                             |
| Valea Izei și Dealul Solovan (sit SPA)                   | Bistrița-Năsăud Maramureș          | 46.937,9       | ROSPA0171     | Arcer - Țibleș Bran, Peștera din Dealul Solovan, Peștera și izbucul Izvorul Albastru al Izei, |                                                           |
| Valea lui David                                          | Iași                               | 1.435          | ROSCI0265     | Fânețele seculare Valea lui David | Fânețele seculare Valea lui David                         |
| Valea Mostiștea                                          | Călărași                           | 6.614,8        | ROSPA0105     | | Valea Mostiștea                                           |
| Valea Oltețului                                          | Olt                                | 1.568,5        | ROSCI0266     | Valea Oltețului | Valea Oltețului                                           |
| Valea Oltului Inferior                                   | Olt Teleorman Vâlcea               | 52.786         | ROSPA0106     | Iris - Malu Roșu, Lacul Strejești |                                                           |
| Valea Râului Negru                                       | Covasna                            | 2.314,5        | ROSPA0147     | | Situl la Zagon                                            |
| Valea Roșie                                              | Bihor                              | 786,7          | ROSCI0267     | Fâneața Valea Roșie |                                                           |
| Valea din Sânandrei                                      | Timiș                              | 47,8           | ROSCI0402     | |                                                           |
| Valea Șardului                                           | Cluj                               | 193,3          | ROSCI0440     | | Situl la Sânpaul                                          |
| Valea Vâlsanului (sit SCI)                               | Argeș                              | 9.582,7        | ROSCI0268     | Valea Vâlsanului |                                                           |
| Vama Veche - 2 Mai                                       | Constanța                          | 12,311         | ROSCI0269     | Vama Veche - 2 Mai (Acvatoriul litoral marin) |                                                           |
| Vânju Mare                                               | Mehedinți                          | 2.171,4        | ROSCI0403     | | Situl la Orevița                                          |
| Vânători - Neamț                                         | Neamț                              | 30.196,6       | ROSCI0270     | Parcul Natural Vânători-Neamț, Rezervația de Zimbri - Neamț | Vânători-Neamț                                            |
| Vânători - Neamț                                         | Neamț                              | 30.705,6 ha    | ROSPA0107     | Parcul Natural Vânători-Neamț, Rezervația de Zimbri - Neamț | Rezervația de zimbrii                                     |
| Văile Brătiei și Brătioarei                              | Argeș                              | 219,7          | ROSCI0258     | | Păstrăvăria Brătioarei                                    |
| Vedea - Dunăre                                           | Giurgiu Teleorman                  | 22.404,2       | ROSPA0108     | Ostroavele Cama - Dinu - Păsărica, Ostrovul Gâsca |                                                           |
| Viile Tecii                                              | Bistrița-Năsăud                    | 264,5          | ROSCI0441     | | Situl la Budurleni                                        |
| Vitănești - Răsmirești                                   | Teleorman                          | 1.107,2        | ROSPA0148     | |                                                           |
| Vlădaia - Oprișor                                        | Mehedinți                          | 101,3          | ROSCI0442     | |                                                           |
| Vorona                                                   | Botoșani                           | 381            | ROSCI0271     | |                                                           |
| Vulcanii Noroioși de la Pâclele Mari si Pâclele Mici     | Buzău                              | 934,3          | ROSCI0272     | Vulcanii Noroioși de la Pâclele Mari, Vulcanii Noroioși de la Pâclele Mici | Vulcanii Noroioși de la Pâclele Mici                      |
| Zarandul de Est                                          | Arad Hunedoara                     | 20.256,2       | ROSCI0406     | | Situl la Căzănești                                        |
| Zarandul de Vest                                         | Arad                               | 8.872,3        | ROSCI0407     | | Situl la Dumbrăvița                                       |
| Zau de Câmpie                                            | Mureș                              | 9,4            | ROSCI0408     | | Situl la Zau de Câmpie                                    |
| Zona marină de la Capul Tuzla                            | Constanța                          | 4.946,8        | ROSCI0273     | |                                                           |